# Lista de asteroides (417001-418000)
Esta é uma lista parcial de asteroides, do asteroide número 417001 até o 418000, inclusive. Veja também o índice com todas as listas disponíveis.

| Objeto Próximos à Terra | Cinturão de asteroides (interno) | Cinturão de asteroides (externo) | Centauro       |
| Cruzador de Marte       | Cinturão de asteroides (meio)    | Troianos de Júpiter              | Transnetuniano |

Veja mais dados de cada asteroide na ligação externa para o Minor Planet Center na última coluna.
Índice: 417001... 417101... 417201... 417301... 417401... 417501... 417601... 417701... 417801... 417901... 

## 417001–417100
| Designação | Designação | Descoberta  | Descoberta    | Descobridor(es)     | Categoria | Mais informações / Referência |
| Permanente | Provisória | Data        | Local         | Descobridor(es)     | Categoria | Mais informações / Referência |
| ---------- | ---------- | ----------- | ------------- | ------------------- | --------- | ----------------------------- |
| 417001     | 2005 TT179 | 6 out 2005  | Anderson Mesa | LONEOS              | Phocaea   | MPC                           |
| 417002     | 2005 TY186 | 24 set 2005 | Kitt Peak     | Spacewatch          | —         | MPC                           |
| 417003     | 2005 TD189 | 13 out 2005 | Kitt Peak     | Spacewatch          | —         | MPC                           |
| 417004     | 2005 TS191 | 1 out 2005  | Mount Lemmon  | Mount Lemmon Survey | —         | MPC                           |
| 417005     | 2005 UL4   | 23 out 2005 | Catalina      | CSS                 | —         | MPC                           |
| 417006     | 2005 UV5   | 25 out 2005 | Socorro       | LINEAR              | —         | MPC                           |
| 417007     | 2005 UX7   | 30 ago 2005 | Socorro       | LINEAR              | —         | MPC                           |
| 417008     | 2005 UV17  | 22 out 2005 | Kitt Peak     | Spacewatch          | —         | MPC                           |
| 417009     | 2005 UU23  | 23 out 2005 | Kitt Peak     | Spacewatch          | —         | MPC                           |
| 417010     | 2005 UE41  | 24 out 2005 | Kitt Peak     | Spacewatch          | —         | MPC                           |
| 417011     | 2005 UF41  | 24 out 2005 | Kitt Peak     | Spacewatch          | —         | MPC                           |
| 417012     | 2005 UG41  | 24 out 2005 | Kitt Peak     | Spacewatch          | —         | MPC                           |
| 417013     | 2005 UO44  | 22 out 2005 | Kitt Peak     | Spacewatch          | —         | MPC                           |
| 417014     | 2005 UP44  | 22 out 2005 | Kitt Peak     | Spacewatch          | —         | MPC                           |
| 417015     | 2005 UW46  | 22 out 2005 | Kitt Peak     | Spacewatch          | —         | MPC                           |
| 417016     | 2005 UG49  | 1 out 2005  | Mount Lemmon  | Mount Lemmon Survey | —         | MPC                           |
| 417017     | 2005 UJ54  | 23 out 2005 | Catalina      | CSS                 | —         | MPC                           |
| 417018     | 2005 UH58  | 24 out 2005 | Kitt Peak     | Spacewatch          | —         | MPC                           |
| 417019     | 2005 UV59  | 25 out 2005 | Anderson Mesa | LONEOS              | —         | MPC                           |
| 417020     | 2005 UX64  | 2005 10 29  | Wrightwood    | J. W. Young         | —         | MPC                           |
| 417021     | 2005 UU68  | 2005 10 23  | Palomar       | NEAT                | —         | MPC                           |
| 417022     | 2005 UY80  | 25 out 2005 | Mount Lemmon  | Mount Lemmon Survey | —         | MPC                           |
| 417023     | 2005 UK82  | 22 out 2005 | Kitt Peak     | Spacewatch          | —         | MPC                           |
| 417024     | 2005 UH83  | 22 out 2005 | Kitt Peak     | Spacewatch          | —         | MPC                           |
| 417025     | 2005 UQ84  | 22 out 2005 | Kitt Peak     | Spacewatch          | —         | MPC                           |
| 417026     | 2005 UV85  | 22 out 2005 | Kitt Peak     | Spacewatch          | —         | MPC                           |
| 417027     | 2005 UM88  | 22 out 2005 | Kitt Peak     | Spacewatch          | —         | MPC                           |
| 417028     | 2005 UZ89  | 22 out 2005 | Kitt Peak     | Spacewatch          | —         | MPC                           |
| 417029     | 2005 UV90  | 26 mar 2003 | Anderson Mesa | LONEOS              | —         | MPC                           |
| 417030     | 2005 UH91  | 22 out 2005 | Kitt Peak     | Spacewatch          | —         | MPC                           |
| 417031     | 2005 UB98  | 22 out 2005 | Kitt Peak     | Spacewatch          | —         | MPC                           |
| 417032     | 2005 UL99  | 22 out 2005 | Kitt Peak     | Spacewatch          | —         | MPC                           |
| 417033     | 2005 UH106 | 22 out 2005 | Kitt Peak     | Spacewatch          | —         | MPC                           |
| 417034     | 2005 UM106 | 22 out 2005 | Kitt Peak     | Spacewatch          | Phocaea   | MPC                           |
| 417035     | 2005 UK108 | 22 out 2005 | Kitt Peak     | Spacewatch          | —         | MPC                           |
| 417036     | 2005 UQ111 | 22 out 2005 | Kitt Peak     | Spacewatch          | —         | MPC                           |
| 417037     | 2005 UT114 | 22 out 2005 | Palomar       | NEAT                | —         | MPC                           |
| 417038     | 2005 UD115 | 23 out 2005 | Palomar       | NEAT                | —         | MPC                           |
| 417039     | 2005 UV115 | 23 out 2005 | Catalina      | CSS                 | —         | MPC                           |
| 417040     | 2005 UN117 | 5 out 2005  | Kitt Peak     | Spacewatch          | —         | MPC                           |
| 417041     | 2005 UX118 | 24 out 2005 | Kitt Peak     | Spacewatch          | —         | MPC                           |
| 417042     | 2005 UL122 | 24 out 2005 | Kitt Peak     | Spacewatch          | —         | MPC                           |
| 417043     | 2005 UE126 | 24 out 2005 | Kitt Peak     | Spacewatch          | —         | MPC                           |
| 417044     | 2005 UY127 | 24 out 2005 | Kitt Peak     | Spacewatch          | —         | MPC                           |
| 417045     | 2005 UW129 | 24 out 2005 | Kitt Peak     | Spacewatch          | —         | MPC                           |
| 417046     | 2005 UR140 | 25 out 2005 | Mount Lemmon  | Mount Lemmon Survey | —         | MPC                           |
| 417047     | 2005 UO154 | 26 out 2005 | Kitt Peak     | Spacewatch          | —         | MPC                           |
| 417048     | 2005 UJ156 | 26 out 2005 | Palomar       | NEAT                | —         | MPC                           |
| 417049     | 2005 UG158 | 1 out 2005  | Mount Lemmon  | Mount Lemmon Survey | —         | MPC                           |
| 417050     | 2005 UG161 | 22 out 2005 | Palomar       | NEAT                | —         | MPC                           |
| 417051     | 2005 UB166 | 12 out 2005 | Kitt Peak     | Spacewatch          | —         | MPC                           |
| 417052     | 2005 UL181 | 24 out 2005 | Kitt Peak     | Spacewatch          | —         | MPC                           |
| 417053     | 2005 UO182 | 24 out 2005 | Kitt Peak     | Spacewatch          | —         | MPC                           |
| 417054     | 2005 UB183 | 24 out 2005 | Kitt Peak     | Spacewatch          | —         | MPC                           |
| 417055     | 2005 UP184 | 25 out 2005 | Mount Lemmon  | Mount Lemmon Survey | —         | MPC                           |
| 417056     | 2005 US187 | 27 out 2005 | Kitt Peak     | Spacewatch          | —         | MPC                           |
| 417057     | 2005 UG194 | 22 out 2005 | Kitt Peak     | Spacewatch          | —         | MPC                           |
| 417058     | 2005 UA195 | 22 out 2005 | Kitt Peak     | Spacewatch          | —         | MPC                           |
| 417059     | 2005 UL202 | 25 out 2005 | Kitt Peak     | Spacewatch          | —         | MPC                           |
| 417060     | 2005 UP205 | 26 out 2005 | Kitt Peak     | Spacewatch          | Eos       | MPC                           |
| 417061     | 2005 UK210 | 27 out 2005 | Mount Lemmon  | Mount Lemmon Survey | —         | MPC                           |
| 417062     | 2005 UM212 | 27 out 2005 | Kitt Peak     | Spacewatch          | —         | MPC                           |
| 417063     | 2005 UH218 | 25 out 2005 | Kitt Peak     | Spacewatch          | —         | MPC                           |
| 417064     | 2005 UK219 | 25 out 2005 | Kitt Peak     | Spacewatch          | —         | MPC                           |
| 417065     | 2005 UQ219 | 25 out 2005 | Kitt Peak     | Spacewatch          | —         | MPC                           |
| 417066     | 2005 UP222 | 25 out 2005 | Kitt Peak     | Spacewatch          | —         | MPC                           |
| 417067     | 2005 US225 | 25 out 2005 | Kitt Peak     | Spacewatch          | —         | MPC                           |
| 417068     | 2005 UW227 | 25 out 2005 | Kitt Peak     | Spacewatch          | —         | MPC                           |
| 417069     | 2005 UX227 | 25 out 2005 | Kitt Peak     | Spacewatch          | —         | MPC                           |
| 417070     | 2005 UM228 | 25 out 2005 | Kitt Peak     | Spacewatch          | —         | MPC                           |
| 417071     | 2005 UX229 | 9 fev 2002  | Kitt Peak     | Spacewatch          | —         | MPC                           |
| 417072     | 2005 UN232 | 25 out 2005 | Mount Lemmon  | Mount Lemmon Survey | —         | MPC                           |
| 417073     | 2005 UZ239 | 25 out 2005 | Kitt Peak     | Spacewatch          | —         | MPC                           |
| 417074     | 2005 UT240 | 25 out 2005 | Kitt Peak     | Spacewatch          | —         | MPC                           |
| 417075     | 2005 UT242 | 25 out 2005 | Kitt Peak     | Spacewatch          | Phocaea   | MPC                           |
| 417076     | 2005 UD244 | 25 out 2005 | Kitt Peak     | Spacewatch          | —         | MPC                           |
| 417077     | 2005 UO247 | 28 out 2005 | Kitt Peak     | Spacewatch          | —         | MPC                           |
| 417078     | 2005 UQ251 | 24 out 2005 | Kitt Peak     | Spacewatch          | —         | MPC                           |
| 417079     | 2005 UU257 | 25 out 2005 | Kitt Peak     | Spacewatch          | —         | MPC                           |
| 417080     | 2005 UF258 | 25 out 2005 | Kitt Peak     | Spacewatch          | —         | MPC                           |
| 417081     | 2005 UM260 | 25 out 2005 | Kitt Peak     | Spacewatch          | —         | MPC                           |
| 417082     | 2005 UN261 | 1 out 2005  | Kitt Peak     | Spacewatch          | —         | MPC                           |
| 417083     | 2005 UY263 | 26 mar 2003 | Kitt Peak     | Spacewatch          | —         | MPC                           |
| 417084     | 2005 UZ267 | 27 out 2005 | Mount Lemmon  | Mount Lemmon Survey | —         | MPC                           |
| 417085     | 2005 UC274 | 24 out 2005 | Palomar       | NEAT                | Phocaea   | MPC                           |
| 417086     | 2005 UE291 | 26 out 2005 | Kitt Peak     | Spacewatch          | —         | MPC                           |
| 417087     | 2005 UC293 | 26 out 2005 | Kitt Peak     | Spacewatch          | —         | MPC                           |
| 417088     | 2005 UZ296 | 26 out 2005 | Kitt Peak     | Spacewatch          | —         | MPC                           |
| 417089     | 2005 UK299 | 26 out 2005 | Kitt Peak     | Spacewatch          | —         | MPC                           |
| 417090     | 2005 UQ303 | 26 out 2005 | Kitt Peak     | Spacewatch          | —         | MPC                           |
| 417091     | 2005 UP306 | 27 out 2005 | Mount Lemmon  | Mount Lemmon Survey | —         | MPC                           |
| 417092     | 2005 UA309 | 25 set 2005 | Kitt Peak     | Spacewatch          | Henan     | MPC                           |
| 417093     | 2005 UE309 | 28 out 2005 | Socorro       | LINEAR              | —         | MPC                           |
| 417094     | 2005 UV318 | 27 out 2005 | Kitt Peak     | Spacewatch          | —         | MPC                           |
| 417095     | 2005 UZ331 | 25 out 2005 | Kitt Peak     | Spacewatch          | —         | MPC                           |
| 417096     | 2005 UJ338 | 31 out 2005 | Kitt Peak     | Spacewatch          | —         | MPC                           |
| 417097     | 2005 UC347 | 30 out 2005 | Kitt Peak     | Spacewatch          | —         | MPC                           |
| 417098     | 2005 UV358 | 24 out 2005 | Kitt Peak     | Spacewatch          | Iannini   | MPC                           |
| 417099     | 2005 UE360 | 25 out 2005 | Mount Lemmon  | Mount Lemmon Survey | —         | MPC                           |
| 417100     | 2005 UU372 | 27 out 2005 | Kitt Peak     | Spacewatch          | —         | MPC                           |

## 417101–417200
| Designação | Designação | Descoberta  | Descoberta     | Descobridor(es)     | Categoria | Mais informações / Referência |
| Permanente | Provisória | Data        | Local          | Descobridor(es)     | Categoria | Mais informações / Referência |
| ---------- | ---------- | ----------- | -------------- | ------------------- | --------- | ----------------------------- |
| 417101     | 2005 UC373 | 27 out 2005 | Kitt Peak      | Spacewatch          | —         | MPC                           |
| 417102     | 2005 UH380 | 30 set 2005 | Mount Lemmon   | Mount Lemmon Survey | Iannini   | MPC                           |
| 417103     | 2005 UC383 | 27 out 2005 | Kitt Peak      | Spacewatch          | —         | MPC                           |
| 417104     | 2005 UV383 | 1 out 2005  | Anderson Mesa  | LONEOS              | —         | MPC                           |
| 417105     | 2005 UC392 | 30 out 2005 | Kitt Peak      | Spacewatch          | —         | MPC                           |
| 417106     | 2005 UW392 | 30 out 2005 | Mount Lemmon   | Mount Lemmon Survey | —         | MPC                           |
| 417107     | 2005 UD396 | 24 out 2005 | Kitt Peak      | Spacewatch          | Phocaea   | MPC                           |
| 417108     | 2005 UX425 | 28 out 2005 | Kitt Peak      | Spacewatch          | —         | MPC                           |
| 417109     | 2005 UJ428 | 28 out 2005 | Kitt Peak      | Spacewatch          | —         | MPC                           |
| 417110     | 2005 UN428 | 28 out 2005 | Kitt Peak      | Spacewatch          | —         | MPC                           |
| 417111     | 2005 UM439 | 29 out 2005 | Kitt Peak      | Spacewatch          | —         | MPC                           |
| 417112     | 2005 UT439 | 1 out 2005  | Catalina       | CSS                 | —         | MPC                           |
| 417113     | 2005 UR449 | 30 out 2005 | Kitt Peak      | Spacewatch          | —         | MPC                           |
| 417114     | 2005 UT452 | 29 out 2005 | Kitt Peak      | Spacewatch          | —         | MPC                           |
| 417115     | 2005 UH477 | 25 out 2005 | Mount Lemmon   | Mount Lemmon Survey | —         | MPC                           |
| 417116     | 2005 UF487 | 3 set 2005  | Palomar        | NEAT                | —         | MPC                           |
| 417117     | 2005 UW489 | 10 out 2005 | Catalina       | CSS                 | —         | MPC                           |
| 417118     | 2005 UD490 | 23 out 2005 | Catalina       | CSS                 | —         | MPC                           |
| 417119     | 2005 UB496 | 26 out 2005 | Anderson Mesa  | LONEOS              | —         | MPC                           |
| 417120     | 2005 UO497 | 5 out 2005  | Catalina       | CSS                 | —         | MPC                           |
| 417121     | 2005 UO498 | 27 out 2005 | Catalina       | CSS                 | Phocaea   | MPC                           |
| 417122     | 2005 UK501 | 27 out 2005 | Catalina       | CSS                 | Ino       | MPC                           |
| 417123     | 2005 UM509 | 21 out 2005 | Palomar        | NEAT                | —         | MPC                           |
| 417124     | 2005 UR512 | 30 out 2005 | Mount Lemmon   | Mount Lemmon Survey | Phocaea   | MPC                           |
| 417125     | 2005 UT512 | 31 out 2005 | Catalina       | CSS                 | —         | MPC                           |
| 417126     | 2005 UT525 | 25 out 2005 | Mount Lemmon   | Mount Lemmon Survey | —         | MPC                           |
| 417127     | 2005 UP526 | 25 out 2005 | Kitt Peak      | Spacewatch          | —         | MPC                           |
| 417128     | 2005 UC527 | 27 out 2005 | Mount Lemmon   | Mount Lemmon Survey | —         | MPC                           |
| 417129     | 2005 VG    | 2 nov 2005  | Cordell-Lorenz | D. T. Durig         | Phocaea   | MPC                           |
| 417130     | 2005 VO4   | 7 nov 2005  | Ottmarsheim    | C. Rinner           | —         | MPC                           |
| 417131     | 2005 VE24  | 1 nov 2005  | Kitt Peak      | Spacewatch          | —         | MPC                           |
| 417132     | 2005 VW25  | 2 nov 2005  | Mount Lemmon   | Mount Lemmon Survey | —         | MPC                           |
| 417133     | 2005 VN38  | 3 nov 2005  | Mount Lemmon   | Mount Lemmon Survey | —         | MPC                           |
| 417134     | 2005 VX43  | 3 nov 2005  | Kitt Peak      | Spacewatch          | —         | MPC                           |
| 417135     | 2005 VE50  | 25 out 2005 | Kitt Peak      | Spacewatch          | —         | MPC                           |
| 417136     | 2005 VM58  | 5 nov 2005  | Kitt Peak      | Spacewatch          | —         | MPC                           |
| 417137     | 2005 VF70  | 1 nov 2005  | Mount Lemmon   | Mount Lemmon Survey | —         | MPC                           |
| 417138     | 2005 VY73  | 1 nov 2005  | Mount Lemmon   | Mount Lemmon Survey | —         | MPC                           |
| 417139     | 2005 VM74  | 1 nov 2005  | Mount Lemmon   | Mount Lemmon Survey | —         | MPC                           |
| 417140     | 2005 VF76  | 3 nov 2005  | Socorro        | LINEAR              | —         | MPC                           |
| 417141     | 2005 VF81  | 5 nov 2005  | Kitt Peak      | Spacewatch          | Phocaea   | MPC                           |
| 417142     | 2005 VD83  | 3 nov 2005  | Mount Lemmon   | Mount Lemmon Survey | —         | MPC                           |
| 417143     | 2005 VY83  | 30 out 2005 | Mount Lemmon   | Mount Lemmon Survey | —         | MPC                           |
| 417144     | 2005 VE90  | 6 nov 2005  | Kitt Peak      | Spacewatch          | —         | MPC                           |
| 417145     | 2005 VL93  | 6 nov 2005  | Mount Lemmon   | Mount Lemmon Survey | Themis    | MPC                           |
| 417146     | 2005 VX103 | 3 nov 2005  | Kitt Peak      | Spacewatch          | —         | MPC                           |
| 417147     | 2005 VN108 | 25 out 2005 | Kitt Peak      | Spacewatch          | —         | MPC                           |
| 417148     | 2005 VV109 | 25 out 2005 | Kitt Peak      | Spacewatch          | —         | MPC                           |
| 417149     | 2005 VU111 | 6 nov 2005  | Mount Lemmon   | Mount Lemmon Survey | —         | MPC                           |
| 417150     | 2005 VM114 | 10 nov 2005 | Mount Lemmon   | Mount Lemmon Survey | —         | MPC                           |
| 417151     | 2005 VR115 | 11 nov 2005 | Kitt Peak      | Spacewatch          | —         | MPC                           |
| 417152     | 2005 VP116 | 11 nov 2005 | Kitt Peak      | Spacewatch          | —         | MPC                           |
| 417153     | 2005 VA125 | 7 nov 2005  | Mauna Kea      | Mauna Kea Obs.      | —         | MPC                           |
| 417154     | 2005 WU4   | 20 nov 2005 | Catalina       | CSS                 | —         | MPC                           |
| 417155     | 2005 WE12  | 25 out 2005 | Mount Lemmon   | Mount Lemmon Survey | —         | MPC                           |
| 417156     | 2005 WM20  | 21 nov 2005 | Kitt Peak      | Spacewatch          | —         | MPC                           |
| 417157     | 2005 WX21  | 30 out 2005 | Mount Lemmon   | Mount Lemmon Survey | Juno      | MPC                           |
| 417158     | 2005 WN23  | 30 set 2005 | Mount Lemmon   | Mount Lemmon Survey | —         | MPC                           |
| 417159     | 2005 WK26  | 21 nov 2005 | Kitt Peak      | Spacewatch          | —         | MPC                           |
| 417160     | 2005 WO32  | 21 nov 2005 | Kitt Peak      | Spacewatch          | —         | MPC                           |
| 417161     | 2005 WF35  | 22 nov 2005 | Kitt Peak      | Spacewatch          | Themis    | MPC                           |
| 417162     | 2005 WK43  | 21 nov 2005 | Anderson Mesa  | LONEOS              | —         | MPC                           |
| 417163     | 2005 WK44  | 22 nov 2005 | Kitt Peak      | Spacewatch          | —         | MPC                           |
| 417164     | 2005 WO50  | 12 nov 2005 | Kitt Peak      | Spacewatch          | —         | MPC                           |
| 417165     | 2005 WG51  | 25 nov 2005 | Kitt Peak      | Spacewatch          | —         | MPC                           |
| 417166     | 2005 WR51  | 25 nov 2005 | Kitt Peak      | Spacewatch          | —         | MPC                           |
| 417167     | 2005 WH57  | 30 nov 2005 | Socorro        | LINEAR              | —         | MPC                           |
| 417168     | 2005 WS57  | 21 nov 2005 | Catalina       | CSS                 | —         | MPC                           |
| 417169     | 2005 WJ71  | 21 nov 2005 | Kitt Peak      | Spacewatch          | —         | MPC                           |
| 417170     | 2005 WQ71  | 21 nov 2005 | Catalina       | CSS                 | —         | MPC                           |
| 417171     | 2005 WZ74  | 5 nov 2005  | Kitt Peak      | Spacewatch          | —         | MPC                           |
| 417172     | 2005 WS77  | 25 nov 2005 | Kitt Peak      | Spacewatch          | —         | MPC                           |
| 417173     | 2005 WM81  | 26 nov 2005 | Mount Lemmon   | Mount Lemmon Survey | —         | MPC                           |
| 417174     | 2005 WV84  | 26 nov 2005 | Mount Lemmon   | Mount Lemmon Survey | —         | MPC                           |
| 417175     | 2005 WB93  | 25 nov 2005 | Mount Lemmon   | Mount Lemmon Survey | —         | MPC                           |
| 417176     | 2005 WM94  | 29 abr 2003 | Kitt Peak      | Spacewatch          | —         | MPC                           |
| 417177     | 2005 WD104 | 28 nov 2005 | Catalina       | CSS                 | —         | MPC                           |
| 417178     | 2005 WO112 | 30 nov 2005 | Socorro        | LINEAR              | —         | MPC                           |
| 417179     | 2005 WW114 | 28 nov 2005 | Mount Lemmon   | Mount Lemmon Survey | —         | MPC                           |
| 417180     | 2005 WQ124 | 25 nov 2005 | Kitt Peak      | Spacewatch          | —         | MPC                           |
| 417181     | 2005 WC138 | 26 nov 2005 | Mount Lemmon   | Mount Lemmon Survey | —         | MPC                           |
| 417182     | 2005 WX138 | 26 nov 2005 | Mount Lemmon   | Mount Lemmon Survey | —         | MPC                           |
| 417183     | 2005 WV139 | 26 nov 2005 | Mount Lemmon   | Mount Lemmon Survey | —         | MPC                           |
| 417184     | 2005 WQ141 | 28 nov 2005 | Mount Lemmon   | Mount Lemmon Survey | Eos       | MPC                           |
| 417185     | 2005 WB151 | 28 nov 2005 | Socorro        | LINEAR              | —         | MPC                           |
| 417186     | 2005 WK154 | 29 nov 2005 | Socorro        | LINEAR              | —         | MPC                           |
| 417187     | 2005 WU154 | 29 nov 2005 | Kitt Peak      | Spacewatch          | —         | MPC                           |
| 417188     | 2005 WA163 | 29 nov 2005 | Kitt Peak      | Spacewatch          | —         | MPC                           |
| 417189     | 2005 WV169 | 22 nov 2005 | Kitt Peak      | Spacewatch          | —         | MPC                           |
| 417190     | 2005 WQ172 | 30 nov 2005 | Mount Lemmon   | Mount Lemmon Survey | —         | MPC                           |
| 417191     | 2005 WK173 | 30 nov 2005 | Kitt Peak      | Spacewatch          | —         | MPC                           |
| 417192     | 2005 WT182 | 26 nov 2005 | Socorro        | LINEAR              | —         | MPC                           |
| 417193     | 2005 WS186 | 29 nov 2005 | Kitt Peak      | Spacewatch          | —         | MPC                           |
| 417194     | 2005 WJ193 | 28 nov 2005 | Catalina       | CSS                 | —         | MPC                           |
| 417195     | 2005 WB196 | 26 nov 2005 | Mount Lemmon   | Mount Lemmon Survey | Phocaea   | MPC                           |
| 417196     | 2005 WQ198 | 25 nov 2005 | Kitt Peak      | Spacewatch          | —         | MPC                           |
| 417197     | 2005 WS198 | 25 nov 2005 | Kitt Peak      | Spacewatch          | —         | MPC                           |
| 417198     | 2005 WM201 | 29 nov 2005 | Kitt Peak      | Spacewatch          | —         | MPC                           |
| 417199     | 2005 WH208 | 25 nov 2005 | Mount Lemmon   | Mount Lemmon Survey | —         | MPC                           |
| 417200     | 2005 XA4   | 1 dez 2005  | Palomar        | NEAT                | —         | MPC                           |

## 417201–417300
| Designação | Designação | Descoberta  | Descoberta    | Descobridor(es)     | Categoria | Mais informações / Referência |
| Permanente | Provisória | Data        | Local         | Descobridor(es)     | Categoria | Mais informações / Referência |
| ---------- | ---------- | ----------- | ------------- | ------------------- | --------- | ----------------------------- |
| 417201     | 2005 XM4   | 4 dez 2005  | Siding Spring | SSS                 | —         | MPC                           |
| 417202     | 2005 XL5   | 6 nov 2005  | Mount Lemmon  | Mount Lemmon Survey | —         | MPC                           |
| 417203     | 2005 XL11  | 1 dez 2005  | Kitt Peak     | Spacewatch          | —         | MPC                           |
| 417204     | 2005 XS39  | 5 dez 2005  | Socorro       | LINEAR              | —         | MPC                           |
| 417205     | 2005 XZ41  | 2 dez 2005  | Mount Lemmon  | Mount Lemmon Survey | —         | MPC                           |
| 417206     | 2005 XC50  | 2 dez 2005  | Kitt Peak     | Spacewatch          | —         | MPC                           |
| 417207     | 2005 XE58  | 2 dez 2005  | Mount Lemmon  | Mount Lemmon Survey | —         | MPC                           |
| 417208     | 2005 XW58  | 2 dez 2005  | Mount Lemmon  | Mount Lemmon Survey | —         | MPC                           |
| 417209     | 2005 XY61  | 5 dez 2005  | Socorro       | LINEAR              | —         | MPC                           |
| 417210     | 2005 XV77  | 10 dez 2005 | Catalina      | CSS                 | —         | MPC                           |
| 417211     | 2005 XL80  | 14 dez 2005 | Anderson Mesa | LONEOS              | —         | MPC                           |
| 417212     | 2005 XZ81  | 8 dez 2005  | Kitt Peak     | Spacewatch          | —         | MPC                           |
| 417213     | 2005 XY86  | 10 dez 2005 | Kitt Peak     | Spacewatch          | —         | MPC                           |
| 417214     | 2005 XF102 | 1 dez 2005  | Kitt Peak     | M. W. Buie          | —         | MPC                           |
| 417215     | 2005 XM103 | 1 dez 2005  | Kitt Peak     | M. W. Buie          | —         | MPC                           |
| 417216     | 2005 XV109 | 1 dez 2005  | Kitt Peak     | M. W. Buie          | —         | MPC                           |
| 417217     | 2005 YS    | 21 dez 2005 | Socorro       | LINEAR              | —         | MPC                           |
| 417218     | 2005 YL12  | 30 nov 2005 | Kitt Peak     | Spacewatch          | —         | MPC                           |
| 417219     | 2005 YT12  | 22 dez 2005 | Kitt Peak     | Spacewatch          | —         | MPC                           |
| 417220     | 2005 YV24  | 24 dez 2005 | Kitt Peak     | Spacewatch          | —         | MPC                           |
| 417221     | 2005 YJ28  | 22 dez 2005 | Kitt Peak     | Spacewatch          | —         | MPC                           |
| 417222     | 2005 YW31  | 22 dez 2005 | Kitt Peak     | Spacewatch          | —         | MPC                           |
| 417223     | 2005 YH34  | 24 dez 2005 | Kitt Peak     | Spacewatch          | —         | MPC                           |
| 417224     | 2005 YQ37  | 21 dez 2005 | Catalina      | CSS                 | Themis    | MPC                           |
| 417225     | 2005 YO41  | 22 dez 2005 | Catalina      | CSS                 | —         | MPC                           |
| 417226     | 2005 YE47  | 25 dez 2005 | Kitt Peak     | Spacewatch          | —         | MPC                           |
| 417227     | 2005 YQ48  | 22 dez 2005 | Kitt Peak     | Spacewatch          | —         | MPC                           |
| 417228     | 2005 YA50  | 25 dez 2005 | Kitt Peak     | Spacewatch          | —         | MPC                           |
| 417229     | 2005 YK52  | 30 nov 2005 | Mount Lemmon  | Mount Lemmon Survey | —         | MPC                           |
| 417230     | 2005 YW56  | 30 nov 2005 | Kitt Peak     | Spacewatch          | —         | MPC                           |
| 417231     | 2005 YT57  | 24 dez 2005 | Kitt Peak     | Spacewatch          | —         | MPC                           |
| 417232     | 2005 YN70  | 27 dez 2005 | Mount Lemmon  | Mount Lemmon Survey | —         | MPC                           |
| 417233     | 2005 YB72  | 5 dez 2005  | Socorro       | LINEAR              | —         | MPC                           |
| 417234     | 2005 YM74  | 24 dez 2005 | Kitt Peak     | Spacewatch          | —         | MPC                           |
| 417235     | 2005 YA77  | 24 dez 2005 | Kitt Peak     | Spacewatch          | —         | MPC                           |
| 417236     | 2005 YS88  | 25 dez 2005 | Mount Lemmon  | Mount Lemmon Survey | —         | MPC                           |
| 417237     | 2005 YY91  | 27 dez 2005 | Socorro       | LINEAR              | —         | MPC                           |
| 417238     | 2005 YL92  | 27 dez 2005 | Mount Lemmon  | Mount Lemmon Survey | —         | MPC                           |
| 417239     | 2005 YF110 | 25 dez 2005 | Kitt Peak     | Spacewatch          | —         | MPC                           |
| 417240     | 2005 YV117 | 25 dez 2005 | Kitt Peak     | Spacewatch          | —         | MPC                           |
| 417241     | 2005 YH122 | 22 dez 2005 | Catalina      | CSS                 | —         | MPC                           |
| 417242     | 2005 YY132 | 10 dez 2005 | Kitt Peak     | Spacewatch          | —         | MPC                           |
| 417243     | 2005 YY156 | 27 dez 2005 | Kitt Peak     | Spacewatch          | —         | MPC                           |
| 417244     | 2005 YZ160 | 27 dez 2005 | Kitt Peak     | Spacewatch          | —         | MPC                           |
| 417245     | 2005 YN161 | 27 dez 2005 | Socorro       | LINEAR              | —         | MPC                           |
| 417246     | 2005 YZ184 | 27 dez 2005 | Mount Lemmon  | Mount Lemmon Survey | —         | MPC                           |
| 417247     | 2005 YD188 | 28 dez 2005 | Kitt Peak     | Spacewatch          | —         | MPC                           |
| 417248     | 2005 YY191 | 30 dez 2005 | Kitt Peak     | Spacewatch          | —         | MPC                           |
| 417249     | 2005 YE204 | 25 dez 2005 | Mount Lemmon  | Mount Lemmon Survey | —         | MPC                           |
| 417250     | 2005 YZ205 | 27 dez 2005 | Kitt Peak     | Spacewatch          | Eos       | MPC                           |
| 417251     | 2005 YS207 | 29 dez 2005 | Kitt Peak     | Spacewatch          | —         | MPC                           |
| 417252     | 2005 YN217 | 30 dez 2005 | Kitt Peak     | Spacewatch          | —         | MPC                           |
| 417253     | 2005 YS222 | 21 dez 2005 | Catalina      | CSS                 | —         | MPC                           |
| 417254     | 2005 YW227 | 25 dez 2005 | Mount Lemmon  | Mount Lemmon Survey | —         | MPC                           |
| 417255     | 2005 YQ229 | 2 dez 2005  | Kitt Peak     | Spacewatch          | —         | MPC                           |
| 417256     | 2005 YA238 | 28 dez 2005 | Kitt Peak     | Spacewatch          | —         | MPC                           |
| 417257     | 2005 YD245 | 30 dez 2005 | Kitt Peak     | Spacewatch          | —         | MPC                           |
| 417258     | 2005 YK245 | 30 dez 2005 | Mount Lemmon  | Mount Lemmon Survey | —         | MPC                           |
| 417259     | 2005 YM258 | 22 dez 2005 | Kitt Peak     | Spacewatch          | —         | MPC                           |
| 417260     | 2005 YN260 | 24 dez 2005 | Kitt Peak     | Spacewatch          | —         | MPC                           |
| 417261     | 2005 YX260 | 24 dez 2005 | Kitt Peak     | Spacewatch          | —         | MPC                           |
| 417262     | 2005 YG271 | 28 dez 2005 | Kitt Peak     | Spacewatch          | —         | MPC                           |
| 417263     | 2005 YV286 | 31 dez 2005 | Kitt Peak     | Spacewatch          | —         | MPC                           |
| 417264     | 2006 AT2   | 5 jan 2006  | Catalina      | CSS                 | —         | MPC                           |
| 417265     | 2006 AQ6   | 29 dez 2005 | Catalina      | CSS                 | —         | MPC                           |
| 417266     | 2006 AD15  | 5 jan 2006  | Mount Lemmon  | Mount Lemmon Survey | —         | MPC                           |
| 417267     | 2006 AA25  | 5 dez 2005  | Mount Lemmon  | Mount Lemmon Survey | Eos       | MPC                           |
| 417268     | 2006 AM29  | 2 jan 2006  | Catalina      | CSS                 | —         | MPC                           |
| 417269     | 2006 AQ31  | 5 jan 2006  | Catalina      | CSS                 | —         | MPC                           |
| 417270     | 2006 AG32  | 5 jan 2006  | Catalina      | CSS                 | —         | MPC                           |
| 417271     | 2006 AQ32  | 5 jan 2006  | Kitt Peak     | Spacewatch          | —         | MPC                           |
| 417272     | 2006 AU34  | 22 dez 2005 | Kitt Peak     | Spacewatch          | —         | MPC                           |
| 417273     | 2006 AX42  | 6 jan 2006  | Kitt Peak     | Spacewatch          | —         | MPC                           |
| 417274     | 2006 AL44  | 7 jan 2006  | Kitt Peak     | Spacewatch          | —         | MPC                           |
| 417275     | 2006 AO47  | 7 jan 2006  | Mount Lemmon  | Mount Lemmon Survey | —         | MPC                           |
| 417276     | 2006 AV50  | 26 dez 2005 | Mount Lemmon  | Mount Lemmon Survey | —         | MPC                           |
| 417277     | 2006 AJ57  | 8 jan 2006  | Mount Lemmon  | Mount Lemmon Survey | —         | MPC                           |
| 417278     | 2006 AC62  | 5 jan 2006  | Kitt Peak     | Spacewatch          | —         | MPC                           |
| 417279     | 2006 AT65  | 8 jan 2006  | Kitt Peak     | Spacewatch          | —         | MPC                           |
| 417280     | 2006 AR67  | 9 jan 2006  | Mount Lemmon  | Mount Lemmon Survey | —         | MPC                           |
| 417281     | 2006 AG90  | 6 jan 2006  | Mount Lemmon  | Mount Lemmon Survey | —         | MPC                           |
| 417282     | 2006 AZ96  | 3 jan 2006  | Socorro       | LINEAR              | —         | MPC                           |
| 417283     | 2006 AL97  | 6 jan 2006  | Catalina      | CSS                 | —         | MPC                           |
| 417284     | 2006 AC105 | 7 jan 2006  | Mount Lemmon  | Mount Lemmon Survey | Brangane  | MPC                           |
| 417285     | 2006 BH2   | 7 jan 2006  | Mount Lemmon  | Mount Lemmon Survey | —         | MPC                           |
| 417286     | 2006 BS3   | 25 dez 2005 | Mount Lemmon  | Mount Lemmon Survey | —         | MPC                           |
| 417287     | 2006 BH5   | 8 jan 2006  | Kitt Peak     | Spacewatch          | —         | MPC                           |
| 417288     | 2006 BB6   | 29 nov 2005 | Mount Lemmon  | Mount Lemmon Survey | —         | MPC                           |
| 417289     | 2006 BK8   | 30 nov 2005 | Mount Lemmon  | Mount Lemmon Survey | —         | MPC                           |
| 417290     | 2006 BJ30  | 6 dez 2005  | Mount Lemmon  | Mount Lemmon Survey | —         | MPC                           |
| 417291     | 2006 BQ45  | 7 jan 2006  | Mount Lemmon  | Mount Lemmon Survey | —         | MPC                           |
| 417292     | 2006 BP57  | 23 jan 2006 | Kitt Peak     | Spacewatch          | —         | MPC                           |
| 417293     | 2006 BV63  | 22 jan 2006 | Mount Lemmon  | Mount Lemmon Survey | —         | MPC                           |
| 417294     | 2006 BK66  | 23 jan 2006 | Kitt Peak     | Spacewatch          | —         | MPC                           |
| 417295     | 2006 BB69  | 23 jan 2006 | Kitt Peak     | Spacewatch          | —         | MPC                           |
| 417296     | 2006 BH69  | 23 jan 2006 | Kitt Peak     | Spacewatch          | —         | MPC                           |
| 417297     | 2006 BA72  | 23 jan 2006 | Kitt Peak     | Spacewatch          | —         | MPC                           |
| 417298     | 2006 BE80  | 23 jan 2006 | Kitt Peak     | Spacewatch          | —         | MPC                           |
| 417299     | 2006 BT80  | 23 jan 2006 | Kitt Peak     | Spacewatch          | Eos       | MPC                           |
| 417300     | 2006 BA82  | 23 jan 2006 | Kitt Peak     | Spacewatch          | —         | MPC                           |

## 417301–417400
| Designação | Designação | Descoberta  | Descoberta     | Descobridor(es)             | Categoria | Mais informações / Referência |
| Permanente | Provisória | Data        | Local          | Descobridor(es)             | Categoria | Mais informações / Referência |
| ---------- | ---------- | ----------- | -------------- | --------------------------- | --------- | ----------------------------- |
| 417301     | 2006 BM86  | 25 jan 2006 | Kitt Peak      | Spacewatch                  | —         | MPC                           |
| 417302     | 2006 BV90  | 26 jan 2006 | Socorro        | LINEAR                      | —         | MPC                           |
| 417303     | 2006 BE97  | 26 jan 2006 | Mount Lemmon   | Mount Lemmon Survey         | —         | MPC                           |
| 417304     | 2006 BS97  | 27 jan 2006 | Mount Lemmon   | Mount Lemmon Survey         | —         | MPC                           |
| 417305     | 2006 BA103 | 23 jan 2006 | Mount Lemmon   | Mount Lemmon Survey         | —         | MPC                           |
| 417306     | 2006 BT109 | 12 set 2001 | Kitt Peak      | M. W. Buie                  | —         | MPC                           |
| 417307     | 2006 BB111 | 25 jan 2006 | Kitt Peak      | Spacewatch                  | —         | MPC                           |
| 417308     | 2006 BC113 | 25 jan 2006 | Kitt Peak      | Spacewatch                  | —         | MPC                           |
| 417309     | 2006 BR120 | 21 jan 2006 | Kitt Peak      | Spacewatch                  | —         | MPC                           |
| 417310     | 2006 BM133 | 26 jan 2006 | Kitt Peak      | Spacewatch                  | —         | MPC                           |
| 417311     | 2006 BF146 | 29 jan 2006 | Altschwendt    | Altschwendt Obs.            | —         | MPC                           |
| 417312     | 2006 BS146 | 23 jan 2006 | Kitt Peak      | Spacewatch                  | —         | MPC                           |
| 417313     | 2006 BV153 | 25 jan 2006 | Kitt Peak      | Spacewatch                  | —         | MPC                           |
| 417314     | 2006 BR154 | 25 jan 2006 | Kitt Peak      | Spacewatch                  | —         | MPC                           |
| 417315     | 2006 BA163 | 26 jan 2006 | Mount Lemmon   | Mount Lemmon Survey         | —         | MPC                           |
| 417316     | 2006 BX163 | 26 jan 2006 | Mount Lemmon   | Mount Lemmon Survey         | —         | MPC                           |
| 417317     | 2006 BL168 | 26 jan 2006 | Kitt Peak      | Spacewatch                  | —         | MPC                           |
| 417318     | 2006 BA169 | 26 jan 2006 | Mount Lemmon   | Mount Lemmon Survey         | —         | MPC                           |
| 417319     | 2006 BT181 | 27 jan 2006 | Mount Lemmon   | Mount Lemmon Survey         | Brangane  | MPC                           |
| 417320     | 2006 BU228 | 23 jan 2006 | Kitt Peak      | Spacewatch                  | —         | MPC                           |
| 417321     | 2006 BJ247 | 25 jan 1996 | Kitt Peak      | Spacewatch                  | —         | MPC                           |
| 417322     | 2006 BU282 | 25 ago 2003 | Palomar        | NEAT                        | —         | MPC                           |
| 417323     | 2006 BX283 | 25 jan 2006 | Kitt Peak      | Spacewatch                  | —         | MPC                           |
| 417324     | 2006 CE14  | 23 jan 2006 | Mount Lemmon   | Mount Lemmon Survey         | —         | MPC                           |
| 417325     | 2006 CJ22  | 1 fev 2006  | Kitt Peak      | Spacewatch                  | —         | MPC                           |
| 417326     | 2006 CJ24  | 2 fev 2006  | Kitt Peak      | Spacewatch                  | —         | MPC                           |
| 417327     | 2006 CZ29  | 2 fev 2006  | Kitt Peak      | Spacewatch                  | —         | MPC                           |
| 417328     | 2006 CW46  | 7 jan 2006  | Mount Lemmon   | Mount Lemmon Survey         | —         | MPC                           |
| 417329     | 2006 CH51  | 22 jan 2006 | Mount Lemmon   | Mount Lemmon Survey         | —         | MPC                           |
| 417330     | 2006 DB3   | 20 fev 2006 | Kitt Peak      | Spacewatch                  | —         | MPC                           |
| 417331     | 2006 DO5   | 31 jan 2006 | Kitt Peak      | Spacewatch                  | —         | MPC                           |
| 417332     | 2006 DQ17  | 23 jan 2006 | Kitt Peak      | Spacewatch                  | —         | MPC                           |
| 417333     | 2006 DY21  | 20 fev 2006 | Kitt Peak      | Spacewatch                  | —         | MPC                           |
| 417334     | 2006 DX44  | 20 fev 2006 | Kitt Peak      | Spacewatch                  | —         | MPC                           |
| 417335     | 2006 DQ59  | 24 fev 2006 | Mount Lemmon   | Mount Lemmon Survey         | —         | MPC                           |
| 417336     | 2006 DZ69  | 20 fev 2006 | Kitt Peak      | Spacewatch                  | —         | MPC                           |
| 417337     | 2006 DR79  | 24 fev 2006 | Kitt Peak      | Spacewatch                  | —         | MPC                           |
| 417338     | 2006 DE88  | 24 fev 2006 | Kitt Peak      | Spacewatch                  | —         | MPC                           |
| 417339     | 2006 DL96  | 24 fev 2006 | Kitt Peak      | Spacewatch                  | —         | MPC                           |
| 417340     | 2006 DW108 | 25 fev 2006 | Kitt Peak      | Spacewatch                  | —         | MPC                           |
| 417341     | 2006 DW112 | 27 fev 2006 | Mount Lemmon   | Mount Lemmon Survey         | —         | MPC                           |
| 417342     | 2006 DR122 | 24 fev 2006 | Anderson Mesa  | LONEOS                      | —         | MPC                           |
| 417343     | 2006 DP133 | 25 fev 2006 | Kitt Peak      | Spacewatch                  | —         | MPC                           |
| 417344     | 2006 DR144 | 25 fev 2006 | Mount Lemmon   | Mount Lemmon Survey         | —         | MPC                           |
| 417345     | 2006 DE154 | 25 fev 2006 | Kitt Peak      | Spacewatch                  | —         | MPC                           |
| 417346     | 2006 DJ157 | 27 fev 2006 | Kitt Peak      | Spacewatch                  | —         | MPC                           |
| 417347     | 2006 DR182 | 27 fev 2006 | Mount Lemmon   | Mount Lemmon Survey         | —         | MPC                           |
| 417348     | 2006 DD201 | 27 fev 2006 | Catalina       | CSS                         | —         | MPC                           |
| 417349     | 2006 EP18  | 2 mar 2006  | Kitt Peak      | Spacewatch                  | —         | MPC                           |
| 417350     | 2006 EY18  | 24 fev 2006 | Kitt Peak      | Spacewatch                  | —         | MPC                           |
| 417351     | 2006 EM30  | 3 mar 2006  | Kitt Peak      | Spacewatch                  | —         | MPC                           |
| 417352     | 2006 EO35  | 3 mar 2006  | Kitt Peak      | Spacewatch                  | —         | MPC                           |
| 417353     | 2006 EF41  | 4 mar 2006  | Kitt Peak      | Spacewatch                  | Brangane  | MPC                           |
| 417354     | 2006 EB57  | 2 fev 2006  | Kitt Peak      | Spacewatch                  | —         | MPC                           |
| 417355     | 2006 EY67  | 25 jan 2006 | Kitt Peak      | Spacewatch                  | —         | MPC                           |
| 417356     | 2006 FN13  | 23 mar 2006 | Kitt Peak      | Spacewatch                  | —         | MPC                           |
| 417357     | 2006 FD17  | 23 mar 2006 | Mount Lemmon   | Mount Lemmon Survey         | —         | MPC                           |
| 417358     | 2006 FQ21  | 24 mar 2006 | Mount Lemmon   | Mount Lemmon Survey         | —         | MPC                           |
| 417359     | 2006 FO28  | 24 mar 2006 | Mount Lemmon   | Mount Lemmon Survey         | Brangane  | MPC                           |
| 417360     | 2006 FY28  | 24 mar 2006 | Mount Lemmon   | Mount Lemmon Survey         | —         | MPC                           |
| 417361     | 2006 FT32  | 25 mar 2006 | Kitt Peak      | Spacewatch                  | —         | MPC                           |
| 417362     | 2006 FZ43  | 3 mar 2006  | Catalina       | CSS                         | —         | MPC                           |
| 417363     | 2006 FN53  | 24 mar 2006 | Mount Lemmon   | Mount Lemmon Survey         | —         | MPC                           |
| 417364     | 2006 FF55  | 23 mar 2006 | Mount Lemmon   | Mount Lemmon Survey         | —         | MPC                           |
| 417365     | 2006 GZ1   | 2 abr 2006  | Great Shefford | Spacewatch                  | Brangane  | MPC                           |
| 417366     | 2006 GK2   | 5 abr 2006  | Cordell-Lorenz | D. T. Durig, C. E. Plunkett | —         | MPC                           |
| 417367     | 2006 GD26  | 2 abr 2006  | Kitt Peak      | Spacewatch                  | —         | MPC                           |
| 417368     | 2006 GL27  | 2 abr 2006  | Kitt Peak      | Spacewatch                  | Ursula    | MPC                           |
| 417369     | 2006 GD30  | 4 abr 1995  | Kitt Peak      | Spacewatch                  | —         | MPC                           |
| 417370     | 2006 GS35  | 7 abr 2006  | Catalina       | CSS                         | —         | MPC                           |
| 417371     | 2006 GH39  | 8 abr 2006  | Anderson Mesa  | LONEOS                      | —         | MPC                           |
| 417372     | 2006 GD47  | 9 abr 2006  | Kitt Peak      | Spacewatch                  | —         | MPC                           |
| 417373     | 2006 GJ55  | 9 abr 2006  | Kitt Peak      | Spacewatch                  | —         | MPC                           |
| 417374     | 2006 HL21  | 20 abr 2006 | Kitt Peak      | Spacewatch                  | —         | MPC                           |
| 417375     | 2006 HY23  | 20 abr 2006 | Kitt Peak      | Spacewatch                  | —         | MPC                           |
| 417376     | 2006 HJ29  | 21 abr 2006 | Mount Lemmon   | Mount Lemmon Survey         | —         | MPC                           |
| 417377     | 2006 HL32  | 19 abr 2006 | Palomar        | NEAT                        | —         | MPC                           |
| 417378     | 2006 HB53  | 19 abr 2006 | Anderson Mesa  | LONEOS                      | Brangane  | MPC                           |
| 417379     | 2006 HS55  | 24 abr 2006 | Anderson Mesa  | LONEOS                      | —         | MPC                           |
| 417380     | 2006 HM57  | 29 abr 2006 | Wrightwood     | J. W. Young                 | —         | MPC                           |
| 417381     | 2006 HR57  | 28 abr 2006 | Socorro        | LINEAR                      | Flora     | MPC                           |
| 417382     | 2006 HY59  | 24 abr 2006 | Anderson Mesa  | LONEOS                      | —         | MPC                           |
| 417383     | 2006 HZ67  | 24 abr 2006 | Mount Lemmon   | Mount Lemmon Survey         | —         | MPC                           |
| 417384     | 2006 HR68  | 24 abr 2006 | Kitt Peak      | Spacewatch                  | —         | MPC                           |
| 417385     | 2006 HR71  | 25 abr 2006 | Kitt Peak      | Spacewatch                  | —         | MPC                           |
| 417386     | 2006 HP75  | 25 abr 2006 | Kitt Peak      | Spacewatch                  | —         | MPC                           |
| 417387     | 2006 HK93  | 29 abr 2006 | Kitt Peak      | Spacewatch                  | —         | MPC                           |
| 417388     | 2006 HC94  | 29 abr 2006 | Kitt Peak      | Spacewatch                  | —         | MPC                           |
| 417389     | 2006 HU100 | 30 abr 2006 | Kitt Peak      | Spacewatch                  | —         | MPC                           |
| 417390     | 2006 HA108 | 30 abr 2006 | Kitt Peak      | Spacewatch                  | —         | MPC                           |
| 417391     | 2006 HB115 | 26 abr 2006 | Kitt Peak      | Spacewatch                  | Brangane  | MPC                           |
| 417392     | 2006 HK115 | 26 abr 2006 | Kitt Peak      | Spacewatch                  | —         | MPC                           |
| 417393     | 2006 HW116 | 26 abr 2006 | Kitt Peak      | Spacewatch                  | —         | MPC                           |
| 417394     | 2006 HY118 | 30 abr 2006 | Kitt Peak      | Spacewatch                  | —         | MPC                           |
| 417395     | 2006 HL122 | 26 abr 2006 | Catalina       | CSS                         | —         | MPC                           |
| 417396     | 2006 HM134 | 26 abr 2006 | Cerro Tololo   | M. W. Buie                  | —         | MPC                           |
| 417397     | 2006 HE149 | 27 abr 2006 | Cerro Tololo   | M. W. Buie                  | —         | MPC                           |
| 417398     | 2006 HC154 | 24 abr 2006 | Kitt Peak      | Spacewatch                  | —         | MPC                           |
| 417399     | 2006 HD154 | 26 abr 2006 | Kitt Peak      | Spacewatch                  | —         | MPC                           |
| 417400     | 2006 HG154 | 29 abr 2006 | Kitt Peak      | Spacewatch                  | —         | MPC                           |

## 417401–417500
| Designação | Designação | Descoberta  | Descoberta    | Descobridor(es)     | Categoria | Mais informações / Referência |
| Permanente | Provisória | Data        | Local         | Descobridor(es)     | Categoria | Mais informações / Referência |
| ---------- | ---------- | ----------- | ------------- | ------------------- | --------- | ----------------------------- |
| 417401     | 2006 JT3   | 19 abr 2006 | Mount Lemmon  | Mount Lemmon Survey | —         | MPC                           |
| 417402     | 2006 JO5   | 24 abr 2006 | Mount Lemmon  | Mount Lemmon Survey | —         | MPC                           |
| 417403     | 2006 JA10  | 1 mai 2006  | Kitt Peak     | Spacewatch          | —         | MPC                           |
| 417404     | 2006 JC12  | 1 mai 2006  | Kitt Peak     | Spacewatch          | —         | MPC                           |
| 417405     | 2006 JR14  | 1 mai 2006  | Kitt Peak     | Spacewatch          | —         | MPC                           |
| 417406     | 2006 JO21  | 24 nov 2003 | Kitt Peak     | Spacewatch          | Brangane  | MPC                           |
| 417407     | 2006 JF30  | 3 mai 2006  | Kitt Peak     | Spacewatch          | —         | MPC                           |
| 417408     | 2006 JT31  | 21 abr 2006 | Kitt Peak     | Spacewatch          | —         | MPC                           |
| 417409     | 2006 JY34  | 4 mai 2006  | Kitt Peak     | Spacewatch          | —         | MPC                           |
| 417410     | 2006 JN35  | 4 mai 2006  | Kitt Peak     | Spacewatch          | —         | MPC                           |
| 417411     | 2006 JG39  | 6 mai 2006  | Mount Lemmon  | Mount Lemmon Survey | —         | MPC                           |
| 417412     | 2006 JM40  | 7 mai 2006  | Kitt Peak     | Spacewatch          | —         | MPC                           |
| 417413     | 2006 JF48  | 30 abr 2006 | Kitt Peak     | Spacewatch          | —         | MPC                           |
| 417414     | 2006 JP53  | 6 mai 2006  | Mount Lemmon  | Mount Lemmon Survey | —         | MPC                           |
| 417415     | 2006 JD54  | 7 mai 2006  | Mount Lemmon  | Mount Lemmon Survey | —         | MPC                           |
| 417416     | 2006 KV4   | 19 mai 2006 | Mount Lemmon  | Mount Lemmon Survey | —         | MPC                           |
| 417417     | 2006 KM11  | 19 mai 2006 | Palomar       | NEAT                | —         | MPC                           |
| 417418     | 2006 KX18  | 21 mai 2006 | Kitt Peak     | Spacewatch          | —         | MPC                           |
| 417419     | 2006 KL21  | 23 mai 2006 | Catalina      | CSS                 | —         | MPC                           |
| 417420     | 2006 KK36  | 21 mai 2006 | Kitt Peak     | Spacewatch          | —         | MPC                           |
| 417421     | 2006 KF37  | 22 mai 2006 | Kitt Peak     | Spacewatch          | —         | MPC                           |
| 417422     | 2006 KZ42  | 20 mai 2006 | Mount Lemmon  | Mount Lemmon Survey | —         | MPC                           |
| 417423     | 2006 KJ43  | 12 abr 2000 | Kitt Peak     | Spacewatch          | —         | MPC                           |
| 417424     | 2006 KC47  | 21 mai 2006 | Mount Lemmon  | Mount Lemmon Survey | —         | MPC                           |
| 417425     | 2006 KQ49  | 21 mai 2006 | Kitt Peak     | Spacewatch          | Ursula    | MPC                           |
| 417426     | 2006 KS50  | 21 mai 2006 | Kitt Peak     | Spacewatch          | —         | MPC                           |
| 417427     | 2006 KD53  | 21 mai 2006 | Kitt Peak     | Spacewatch          | —         | MPC                           |
| 417428     | 2006 KY59  | 22 mai 2006 | Kitt Peak     | Spacewatch          | Brangane  | MPC                           |
| 417429     | 2006 KG60  | 22 mai 2006 | Kitt Peak     | Spacewatch          | —         | MPC                           |
| 417430     | 2006 KK68  | 20 mai 2006 | Mount Lemmon  | Mount Lemmon Survey | —         | MPC                           |
| 417431     | 2006 KW70  | 22 mai 2006 | Kitt Peak     | Spacewatch          | —         | MPC                           |
| 417432     | 2006 KL71  | 22 mai 2006 | Kitt Peak     | Spacewatch          | —         | MPC                           |
| 417433     | 2006 KM73  | 23 mai 2006 | Kitt Peak     | Spacewatch          | —         | MPC                           |
| 417434     | 2006 KP73  | 23 mai 2006 | Kitt Peak     | Spacewatch          | —         | MPC                           |
| 417435     | 2006 KQ75  | 24 mai 2006 | Kitt Peak     | Spacewatch          | —         | MPC                           |
| 417436     | 2006 KE80  | 25 mai 2006 | Mount Lemmon  | Mount Lemmon Survey | —         | MPC                           |
| 417437     | 2006 KD81  | 25 mai 2006 | Mount Lemmon  | Mount Lemmon Survey | Flora     | MPC                           |
| 417438     | 2006 KE85  | 18 mai 2006 | Palomar       | NEAT                | —         | MPC                           |
| 417439     | 2006 KS91  | 25 mai 2006 | Kitt Peak     | Spacewatch          | —         | MPC                           |
| 417440     | 2006 KJ95  | 25 mai 2006 | Mount Lemmon  | Mount Lemmon Survey | —         | MPC                           |
| 417441     | 2006 KG100 | 24 mai 2006 | Reedy Creek   | J. Broughton        | —         | MPC                           |
| 417442     | 2006 KU101 | 27 mai 2006 | Kitt Peak     | Spacewatch          | —         | MPC                           |
| 417443     | 2006 KX119 | 31 mai 2006 | Kitt Peak     | Spacewatch          | —         | MPC                           |
| 417444     | 2006 OE2   | 20 jul 2006 | Siding Spring | SSS                 | —         | MPC                           |
| 417445     | 2006 OE11  | 20 jul 2006 | Palomar       | NEAT                | —         | MPC                           |
| 417446     | 2006 OZ11  | 21 jul 2006 | Catalina      | CSS                 | —         | MPC                           |
| 417447     | 2006 PQ5   | 12 ago 2006 | Palomar       | NEAT                | —         | MPC                           |
| 417448     | 2006 PM6   | 12 ago 2006 | Palomar       | NEAT                | —         | MPC                           |
| 417449     | 2006 PR18  | 13 ago 2006 | Palomar       | NEAT                | —         | MPC                           |
| 417450     | 2006 PM25  | 2 fev 2005  | Kitt Peak     | Spacewatch          | —         | MPC                           |
| 417451     | 2006 PP43  | 7 ago 2006  | Siding Spring | SSS                 | —         | MPC                           |
| 417452     | 2006 QE13  | 16 ago 2006 | Siding Spring | SSS                 | —         | MPC                           |
| 417453     | 2006 QJ14  | 17 ago 2006 | Palomar       | NEAT                | —         | MPC                           |
| 417454     | 2006 QL14  | 17 ago 2006 | Palomar       | NEAT                | —         | MPC                           |
| 417455     | 2006 QX15  | 17 ago 2006 | Palomar       | NEAT                | Mitidika  | MPC                           |
| 417456     | 2006 QT32  | 22 ago 2006 | Palomar       | NEAT                | —         | MPC                           |
| 417457     | 2006 QX34  | 17 ago 2006 | Palomar       | NEAT                | —         | MPC                           |
| 417458     | 2006 QN35  | 17 ago 2006 | Palomar       | NEAT                | —         | MPC                           |
| 417459     | 2006 QT50  | 22 ago 2006 | Palomar       | NEAT                | —         | MPC                           |
| 417460     | 2006 QB51  | 23 ago 2006 | Socorro       | LINEAR              | —         | MPC                           |
| 417461     | 2006 QX54  | 19 ago 2006 | Palomar       | NEAT                | —         | MPC                           |
| 417462     | 2006 QH55  | 20 ago 2006 | Palomar       | NEAT                | —         | MPC                           |
| 417463     | 2006 QD59  | 19 ago 2006 | Anderson Mesa | LONEOS              | —         | MPC                           |
| 417464     | 2006 QY64  | 27 ago 2006 | Kitt Peak     | Spacewatch          | —         | MPC                           |
| 417465     | 2006 QW76  | 21 ago 2006 | Kitt Peak     | Spacewatch          | —         | MPC                           |
| 417466     | 2006 QC92  | 16 ago 2006 | Palomar       | NEAT                | —         | MPC                           |
| 417467     | 2006 QN99  | 23 ago 2006 | Palomar       | NEAT                | —         | MPC                           |
| 417468     | 2006 QT106 | 28 ago 2006 | Catalina      | CSS                 | —         | MPC                           |
| 417469     | 2006 QU128 | 17 ago 2006 | Palomar       | NEAT                | —         | MPC                           |
| 417470     | 2006 QK146 | 18 ago 2006 | Kitt Peak     | Spacewatch          | —         | MPC                           |
| 417471     | 2006 QJ183 | 28 ago 2006 | Kitt Peak     | Spacewatch          | —         | MPC                           |
| 417472     | 2006 RZ7   | 12 set 2006 | Catalina      | CSS                 | Mitidika  | MPC                           |
| 417473     | 2006 RD21  | 15 set 2006 | Kitt Peak     | Spacewatch          | —         | MPC                           |
| 417474     | 2006 RR22  | 15 set 2006 | Eskridge      | Farpoint Obs.       | —         | MPC                           |
| 417475     | 2006 RF30  | 15 set 2006 | Kitt Peak     | Spacewatch          | —         | MPC                           |
| 417476     | 2006 RD37  | 27 ago 2006 | Kitt Peak     | Spacewatch          | —         | MPC                           |
| 417477     | 2006 RH38  | 13 set 2006 | Palomar       | NEAT                | —         | MPC                           |
| 417478     | 2006 RV38  | 14 set 2006 | Catalina      | CSS                 | —         | MPC                           |
| 417479     | 2006 RC40  | 12 set 2006 | Catalina      | CSS                 | —         | MPC                           |
| 417480     | 2006 RK41  | 14 set 2006 | Palomar       | NEAT                | Mitidika  | MPC                           |
| 417481     | 2006 RP53  | 14 set 2006 | Kitt Peak     | Spacewatch          | —         | MPC                           |
| 417482     | 2006 RQ55  | 14 set 2006 | Kitt Peak     | Spacewatch          | Mitidika  | MPC                           |
| 417483     | 2006 RW59  | 15 set 2006 | Kitt Peak     | Spacewatch          | —         | MPC                           |
| 417484     | 2006 RR64  | 14 set 2006 | Kitt Peak     | Spacewatch          | —         | MPC                           |
| 417485     | 2006 RN69  | 15 set 2006 | Kitt Peak     | Spacewatch          | —         | MPC                           |
| 417486     | 2006 RJ72  | 15 set 2006 | Kitt Peak     | Spacewatch          | —         | MPC                           |
| 417487     | 2006 RV75  | 15 set 2006 | Kitt Peak     | Spacewatch          | —         | MPC                           |
| 417488     | 2006 RA84  | 15 set 2006 | Kitt Peak     | Spacewatch          | —         | MPC                           |
| 417489     | 2006 RW85  | 15 set 2006 | Kitt Peak     | Spacewatch          | —         | MPC                           |
| 417490     | 2006 RL90  | 15 set 2006 | Kitt Peak     | Spacewatch          | —         | MPC                           |
| 417491     | 2006 SH1   | 21 ago 2006 | Kitt Peak     | Spacewatch          | —         | MPC                           |
| 417492     | 2006 SX5   | 7 mar 2005  | Socorro       | LINEAR              | —         | MPC                           |
| 417493     | 2006 SP6   | 16 set 2006 | Palomar       | NEAT                | —         | MPC                           |
| 417494     | 2006 SX33  | 17 set 2006 | Catalina      | CSS                 | —         | MPC                           |
| 417495     | 2006 SK51  | 17 set 2006 | Anderson Mesa | LONEOS              | —         | MPC                           |
| 417496     | 2006 SD64  | 19 set 2006 | Siding Spring | SSS                 | —         | MPC                           |
| 417497     | 2006 SW66  | 19 set 2006 | Kitt Peak     | Spacewatch          | Mitidika  | MPC                           |
| 417498     | 2006 SE71  | 19 set 2006 | Kitt Peak     | Spacewatch          | —         | MPC                           |
| 417499     | 2006 SS75  | 19 set 2006 | Kitt Peak     | Spacewatch          | Mitidika  | MPC                           |
| 417500     | 2006 SX112 | 15 set 2006 | Kitt Peak     | Spacewatch          | —         | MPC                           |

## 417501–417600
| Designação | Designação | Descoberta  | Descoberta    | Descobridor(es)     | Categoria | Mais informações / Referência |
| Permanente | Provisória | Data        | Local         | Descobridor(es)     | Categoria | Mais informações / Referência |
| ---------- | ---------- | ----------- | ------------- | ------------------- | --------- | ----------------------------- |
| 417501     | 2006 SN117 | 24 set 2006 | Kitt Peak     | Spacewatch          | Mitidika  | MPC                           |
| 417502     | 2006 SC119 | 18 set 2006 | Anderson Mesa | LONEOS              | —         | MPC                           |
| 417503     | 2006 SV127 | 17 set 2006 | Catalina      | CSS                 | —         | MPC                           |
| 417504     | 2006 SH185 | 25 set 2006 | Kitt Peak     | Spacewatch          | —         | MPC                           |
| 417505     | 2006 SX211 | 26 set 2006 | Mount Lemmon  | Mount Lemmon Survey | —         | MPC                           |
| 417506     | 2006 SY221 | 16 set 2006 | Kitt Peak     | Spacewatch          | —         | MPC                           |
| 417507     | 2006 SD223 | 25 set 2006 | Mount Lemmon  | Mount Lemmon Survey | —         | MPC                           |
| 417508     | 2006 SV227 | 26 set 2006 | Kitt Peak     | Spacewatch          | —         | MPC                           |
| 417509     | 2006 SH259 | 26 set 2006 | Kitt Peak     | Spacewatch          | Mitidika  | MPC                           |
| 417510     | 2006 SD263 | 26 set 2006 | Mount Lemmon  | Mount Lemmon Survey | —         | MPC                           |
| 417511     | 2006 SL267 | 26 set 2006 | Kitt Peak     | Spacewatch          | —         | MPC                           |
| 417512     | 2006 SU271 | 27 set 2006 | Mount Lemmon  | Mount Lemmon Survey | —         | MPC                           |
| 417513     | 2006 SZ282 | 26 set 2006 | Socorro       | LINEAR              | —         | MPC                           |
| 417514     | 2006 SW284 | 29 set 2006 | Anderson Mesa | LONEOS              | —         | MPC                           |
| 417515     | 2006 SP289 | 19 set 2006 | Catalina      | CSS                 | —         | MPC                           |
| 417516     | 2006 SU291 | 19 set 2006 | Siding Spring | SSS                 | —         | MPC                           |
| 417517     | 2006 SP312 | 27 set 2006 | Mount Lemmon  | Mount Lemmon Survey | —         | MPC                           |
| 417518     | 2006 SQ329 | 27 set 2006 | Kitt Peak     | Spacewatch          | —         | MPC                           |
| 417519     | 2006 SJ334 | 28 set 2006 | Kitt Peak     | Spacewatch          | —         | MPC                           |
| 417520     | 2006 SL369 | 18 set 2006 | Kitt Peak     | Spacewatch          | Mitidika  | MPC                           |
| 417521     | 2006 SY393 | 30 set 2006 | Mount Lemmon  | Mount Lemmon Survey | —         | MPC                           |
| 417522     | 2006 SY404 | 28 set 2006 | Mount Lemmon  | Mount Lemmon Survey | Juno      | MPC                           |
| 417523     | 2006 SA411 | 25 set 2006 | Mount Lemmon  | Mount Lemmon Survey | —         | MPC                           |
| 417524     | 2006 TQ17  | 2 out 2006  | Mount Lemmon  | Mount Lemmon Survey | —         | MPC                           |
| 417525     | 2006 TE27  | 12 out 2006 | Kitt Peak     | Spacewatch          | —         | MPC                           |
| 417526     | 2006 TZ30  | 12 out 2006 | Kitt Peak     | Spacewatch          | —         | MPC                           |
| 417527     | 2006 TD31  | 25 set 2006 | Mount Lemmon  | Mount Lemmon Survey | Pallas    | MPC                           |
| 417528     | 2006 TP39  | 12 out 2006 | Kitt Peak     | Spacewatch          | —         | MPC                           |
| 417529     | 2006 TE45  | 12 out 2006 | Kitt Peak     | Spacewatch          | —         | MPC                           |
| 417530     | 2006 TP46  | 30 set 2006 | Mount Lemmon  | Mount Lemmon Survey | —         | MPC                           |
| 417531     | 2006 TR50  | 12 out 2006 | Kitt Peak     | Spacewatch          | —         | MPC                           |
| 417532     | 2006 TG51  | 28 set 2006 | Mount Lemmon  | Mount Lemmon Survey | —         | MPC                           |
| 417533     | 2006 TG76  | 11 out 2006 | Palomar       | NEAT                | —         | MPC                           |
| 417534     | 2006 TC82  | 13 out 2006 | Kitt Peak     | Spacewatch          | —         | MPC                           |
| 417535     | 2006 TN89  | 13 out 2006 | Kitt Peak     | Spacewatch          | —         | MPC                           |
| 417536     | 2006 TZ99  | 15 out 2006 | Kitt Peak     | Spacewatch          | —         | MPC                           |
| 417537     | 2006 TS102 | 15 out 2006 | Kitt Peak     | Spacewatch          | —         | MPC                           |
| 417538     | 2006 TQ120 | 12 out 2006 | Apache Point  | A. C. Becker        | —         | MPC                           |
| 417539     | 2006 TH125 | 12 out 2006 | Kitt Peak     | Spacewatch          | —         | MPC                           |
| 417540     | 2006 TE126 | 2 out 2006  | Mount Lemmon  | Mount Lemmon Survey | —         | MPC                           |
| 417541     | 2006 TG127 | 4 out 2006  | Mount Lemmon  | Mount Lemmon Survey | —         | MPC                           |
| 417542     | 2006 UA8   | 16 out 2006 | Catalina      | CSS                 | Mitidika  | MPC                           |
| 417543     | 2006 UF28  | 16 out 2006 | Kitt Peak     | Spacewatch          | —         | MPC                           |
| 417544     | 2006 UM33  | 27 set 2006 | Mount Lemmon  | Mount Lemmon Survey | —         | MPC                           |
| 417545     | 2006 UK35  | 16 out 2006 | Catalina      | CSS                 | —         | MPC                           |
| 417546     | 2006 UQ35  | 15 jul 2005 | Mount Lemmon  | Mount Lemmon Survey | Pallas    | MPC                           |
| 417547     | 2006 UR35  | 30 set 2006 | Mount Lemmon  | Mount Lemmon Survey | —         | MPC                           |
| 417548     | 2006 UW44  | 28 set 2006 | Mount Lemmon  | Mount Lemmon Survey | —         | MPC                           |
| 417549     | 2006 UZ48  | 17 out 2006 | Kitt Peak     | Spacewatch          | Flora     | MPC                           |
| 417550     | 2006 UM55  | 28 set 2006 | Mount Lemmon  | Mount Lemmon Survey | —         | MPC                           |
| 417551     | 2006 UF60  | 19 out 2006 | Mount Lemmon  | Mount Lemmon Survey | —         | MPC                           |
| 417552     | 2006 UL78  | 17 out 2006 | Kitt Peak     | Spacewatch          | —         | MPC                           |
| 417553     | 2006 UO80  | 25 set 2006 | Mount Lemmon  | Mount Lemmon Survey | —         | MPC                           |
| 417554     | 2006 US82  | 17 out 2006 | Kitt Peak     | Spacewatch          | —         | MPC                           |
| 417555     | 2006 UK87  | 27 set 2006 | Mount Lemmon  | Mount Lemmon Survey | —         | MPC                           |
| 417556     | 2006 UP90  | 17 out 2006 | Kitt Peak     | Spacewatch          | Juno      | MPC                           |
| 417557     | 2006 UT96  | 2 out 2006  | Mount Lemmon  | Mount Lemmon Survey | —         | MPC                           |
| 417558     | 2006 UF101 | 3 out 2006  | Mount Lemmon  | Mount Lemmon Survey | —         | MPC                           |
| 417559     | 2006 UL112 | 16 set 2006 | Kitt Peak     | Spacewatch          | —         | MPC                           |
| 417560     | 2006 UU118 | 19 out 2006 | Kitt Peak     | Spacewatch          | —         | MPC                           |
| 417561     | 2006 UN132 | 19 out 2006 | Kitt Peak     | Spacewatch          | —         | MPC                           |
| 417562     | 2006 UJ142 | 19 out 2006 | Kitt Peak     | Spacewatch          | —         | MPC                           |
| 417563     | 2006 UH143 | 19 out 2006 | Palomar       | NEAT                | —         | MPC                           |
| 417564     | 2006 UO156 | 21 out 2006 | Mount Lemmon  | Mount Lemmon Survey | —         | MPC                           |
| 417565     | 2006 UJ174 | 19 out 2006 | Mount Lemmon  | Mount Lemmon Survey | —         | MPC                           |
| 417566     | 2006 UK185 | 28 out 2006 | Catalina      | CSS                 | —         | MPC                           |
| 417567     | 2006 UT196 | 20 out 2006 | Kitt Peak     | Spacewatch          | —         | MPC                           |
| 417568     | 2006 UB199 | 20 out 2006 | Kitt Peak     | Spacewatch          | —         | MPC                           |
| 417569     | 2006 UR212 | 23 out 2006 | Kitt Peak     | Spacewatch          | —         | MPC                           |
| 417570     | 2006 UA213 | 23 out 2006 | Kitt Peak     | Spacewatch          | —         | MPC                           |
| 417571     | 2006 UX214 | 17 out 2006 | Andrushivka   | Andrushivka Obs.    | —         | MPC                           |
| 417572     | 2006 UY231 | 21 out 2006 | Kitt Peak     | Spacewatch          | —         | MPC                           |
| 417573     | 2006 UA234 | 22 out 2006 | Kitt Peak     | Spacewatch          | —         | MPC                           |
| 417574     | 2006 UA254 | 27 out 2006 | Mount Lemmon  | Mount Lemmon Survey | —         | MPC                           |
| 417575     | 2006 UC269 | 27 out 2006 | Mount Lemmon  | Mount Lemmon Survey | —         | MPC                           |
| 417576     | 2006 UK272 | 27 out 2006 | Mount Lemmon  | Mount Lemmon Survey | —         | MPC                           |
| 417577     | 2006 UT273 | 27 out 2006 | Kitt Peak     | Spacewatch          | —         | MPC                           |
| 417578     | 2006 UC291 | 21 out 2006 | Catalina      | CSS                 | —         | MPC                           |
| 417579     | 2006 UN326 | 21 out 2006 | Catalina      | CSS                 | —         | MPC                           |
| 417580     | 2006 UR338 | 31 out 2006 | Mount Lemmon  | Mount Lemmon Survey | —         | MPC                           |
| 417581     | 2006 VA3   | 11 nov 2006 | Mount Lemmon  | Mount Lemmon Survey | —         | MPC                           |
| 417582     | 2006 VX3   | 9 nov 2006  | Kitt Peak     | Spacewatch          | —         | MPC                           |
| 417583     | 2006 VC7   | 10 nov 2006 | Kitt Peak     | Spacewatch          | —         | MPC                           |
| 417584     | 2006 VV9   | 11 nov 2006 | Mount Lemmon  | Mount Lemmon Survey | —         | MPC                           |
| 417585     | 2006 VO16  | 9 nov 2006  | Kitt Peak     | Spacewatch          | Pallas    | MPC                           |
| 417586     | 2006 VN30  | 10 nov 2006 | Kitt Peak     | Spacewatch          | —         | MPC                           |
| 417587     | 2006 VF45  | 9 nov 2006  | Altschwendt   | W. Ries             | —         | MPC                           |
| 417588     | 2006 VH50  | 10 nov 2006 | Kitt Peak     | Spacewatch          | —         | MPC                           |
| 417589     | 2006 VQ55  | 11 nov 2006 | Kitt Peak     | Spacewatch          | —         | MPC                           |
| 417590     | 2006 VZ61  | 4 out 2006  | Mount Lemmon  | Mount Lemmon Survey | —         | MPC                           |
| 417591     | 2006 VE64  | 11 nov 2006 | Kitt Peak     | Spacewatch          | Mitidika  | MPC                           |
| 417592     | 2006 VL69  | 11 nov 2006 | Kitt Peak     | Spacewatch          | —         | MPC                           |
| 417593     | 2006 VB85  | 13 nov 2006 | Kitt Peak     | Spacewatch          | Phocaea   | MPC                           |
| 417594     | 2006 VF87  | 14 nov 2006 | Catalina      | CSS                 | —         | MPC                           |
| 417595     | 2006 VS94  | 23 out 2006 | Mount Lemmon  | Mount Lemmon Survey | —         | MPC                           |
| 417596     | 2006 VO104 | 13 nov 2006 | Catalina      | CSS                 | —         | MPC                           |
| 417597     | 2006 VJ108 | 13 nov 2006 | Kitt Peak     | Spacewatch          | —         | MPC                           |
| 417598     | 2006 VM117 | 14 nov 2006 | Kitt Peak     | Spacewatch          | —         | MPC                           |
| 417599     | 2006 VA125 | 1 nov 2006  | Mount Lemmon  | Mount Lemmon Survey | —         | MPC                           |
| 417600     | 2006 VM125 | 1 nov 2006  | Mount Lemmon  | Mount Lemmon Survey | —         | MPC                           |

## 417601–417700
| Designação | Designação | Descoberta  | Descoberta       | Descobridor(es)     | Categoria | Mais informações / Referência |
| Permanente | Provisória | Data        | Local            | Descobridor(es)     | Categoria | Mais informações / Referência |
| ---------- | ---------- | ----------- | ---------------- | ------------------- | --------- | ----------------------------- |
| 417601     | 2006 VR126 | 15 nov 2006 | Kitt Peak        | Spacewatch          | —         | MPC                           |
| 417602     | 2006 VQ128 | 15 nov 2006 | Kitt Peak        | Spacewatch          | —         | MPC                           |
| 417603     | 2006 VM132 | 11 nov 2006 | Mount Lemmon     | Mount Lemmon Survey | —         | MPC                           |
| 417604     | 2006 VR138 | 15 nov 2006 | Kitt Peak        | Spacewatch          | —         | MPC                           |
| 417605     | 2006 VH140 | 15 nov 2006 | Kitt Peak        | Spacewatch          | —         | MPC                           |
| 417606     | 2006 VE148 | 15 nov 2006 | Mount Lemmon     | Mount Lemmon Survey | —         | MPC                           |
| 417607     | 2006 WG    | 17 nov 2006 | Catalina         | CSS                 | —         | MPC                           |
| 417608     | 2006 WS2   | 20 nov 2006 | 7300 Observatory | W. K. Y. Yeung      | Iannini   | MPC                           |
| 417609     | 2006 WD21  | 17 nov 2006 | Mount Lemmon     | Mount Lemmon Survey | —         | MPC                           |
| 417610     | 2006 WK21  | 17 nov 2006 | Mount Lemmon     | Mount Lemmon Survey | —         | MPC                           |
| 417611     | 2006 WY24  | 17 nov 2006 | Mount Lemmon     | Mount Lemmon Survey | Juno      | MPC                           |
| 417612     | 2006 WQ29  | 22 nov 2006 | Mount Lemmon     | Mount Lemmon Survey | —         | MPC                           |
| 417613     | 2006 WY35  | 16 nov 2006 | Kitt Peak        | Spacewatch          | —         | MPC                           |
| 417614     | 2006 WP50  | 16 nov 2006 | Mount Lemmon     | Mount Lemmon Survey | —         | MPC                           |
| 417615     | 2006 WQ51  | 16 nov 2006 | Kitt Peak        | Spacewatch          | —         | MPC                           |
| 417616     | 2006 WB83  | 18 nov 2006 | Socorro          | LINEAR              | —         | MPC                           |
| 417617     | 2006 WA88  | 23 out 2006 | Mount Lemmon     | Mount Lemmon Survey | —         | MPC                           |
| 417618     | 2006 WR93  | 22 out 2006 | Mount Lemmon     | Mount Lemmon Survey | Juno      | MPC                           |
| 417619     | 2006 WE127 | 23 out 2006 | Mount Lemmon     | Mount Lemmon Survey | —         | MPC                           |
| 417620     | 2006 WB131 | 19 nov 2006 | Catalina         | CSS                 | —         | MPC                           |
| 417621     | 2006 WQ137 | 28 out 2006 | Mount Lemmon     | Mount Lemmon Survey | —         | MPC                           |
| 417622     | 2006 WO142 | 20 nov 2006 | Kitt Peak        | Spacewatch          | Phocaea   | MPC                           |
| 417623     | 2006 WW143 | 20 nov 2006 | Kitt Peak        | Spacewatch          | —         | MPC                           |
| 417624     | 2006 WP150 | 20 nov 2006 | Kitt Peak        | Spacewatch          | —         | MPC                           |
| 417625     | 2006 WU151 | 13 nov 2006 | Mount Lemmon     | Mount Lemmon Survey | —         | MPC                           |
| 417626     | 2006 WD164 | 11 nov 2006 | Kitt Peak        | Spacewatch          | —         | MPC                           |
| 417627     | 2006 WH170 | 23 nov 2006 | Kitt Peak        | Spacewatch          | —         | MPC                           |
| 417628     | 2006 WW171 | 11 nov 2006 | Mount Lemmon     | Mount Lemmon Survey | —         | MPC                           |
| 417629     | 2006 WF181 | 24 nov 2006 | Mount Lemmon     | Mount Lemmon Survey | —         | MPC                           |
| 417630     | 2006 WB183 | 24 nov 2006 | Kitt Peak        | Spacewatch          | —         | MPC                           |
| 417631     | 2006 WX183 | 25 nov 2006 | Mount Lemmon     | Mount Lemmon Survey | —         | MPC                           |
| 417632     | 2006 WU184 | 27 nov 2006 | Mount Lemmon     | Mount Lemmon Survey | —         | MPC                           |
| 417633     | 2006 WZ189 | 25 nov 2006 | Catalina         | CSS                 | —         | MPC                           |
| 417634     | 2006 XG1   | 11 dez 2006 | Catalina         | CSS                 | —         | MPC                           |
| 417635     | 2006 XE8   | 9 dez 2006  | Kitt Peak        | Spacewatch          | —         | MPC                           |
| 417636     | 2006 XM10  | 9 dez 2006  | Kitt Peak        | Spacewatch          | —         | MPC                           |
| 417637     | 2006 XM16  | 25 nov 2006 | Mount Lemmon     | Mount Lemmon Survey | Phocaea   | MPC                           |
| 417638     | 2006 XT30  | 13 dez 2006 | Kitt Peak        | Spacewatch          | —         | MPC                           |
| 417639     | 2006 XA37  | 11 dez 2006 | Kitt Peak        | Spacewatch          | —         | MPC                           |
| 417640     | 2006 XN43  | 12 dez 2006 | Mount Lemmon     | Mount Lemmon Survey | —         | MPC                           |
| 417641     | 2006 XW45  | 6 dez 2002  | Socorro          | LINEAR              | —         | MPC                           |
| 417642     | 2006 XX53  | 11 dez 2006 | Kitt Peak        | Spacewatch          | —         | MPC                           |
| 417643     | 2006 XL56  | 28 out 2006 | Mount Lemmon     | Mount Lemmon Survey | —         | MPC                           |
| 417644     | 2006 XR56  | 22 nov 2006 | Catalina         | CSS                 | —         | MPC                           |
| 417645     | 2006 XY57  | 14 dez 2006 | Mount Lemmon     | Mount Lemmon Survey | —         | MPC                           |
| 417646     | 2006 XS66  | 14 dez 2006 | Palomar          | NEAT                | —         | MPC                           |
| 417647     | 2006 XF67  | 14 dez 2006 | Palomar          | NEAT                | —         | MPC                           |
| 417648     | 2006 XD70  | 13 dez 2006 | Mount Lemmon     | Mount Lemmon Survey | —         | MPC                           |
| 417649     | 2006 XV70  | 13 dez 2006 | Mount Lemmon     | Mount Lemmon Survey | —         | MPC                           |
| 417650     | 2006 XK71  | 15 dez 2006 | Kitt Peak        | Spacewatch          | —         | MPC                           |
| 417651     | 2006 XT71  | 1 dez 2006  | Kitt Peak        | Spacewatch          | —         | MPC                           |
| 417652     | 2006 XV72  | 20 nov 2006 | Catalina         | CSS                 | —         | MPC                           |
| 417653     | 2006 YY7   | 20 dez 2006 | Palomar          | NEAT                | —         | MPC                           |
| 417654     | 2006 YW12  | 21 nov 2006 | Mount Lemmon     | Mount Lemmon Survey | —         | MPC                           |
| 417655     | 2006 YF13  | 26 dez 2006 | Siding Spring    | SSS                 | —         | MPC                           |
| 417656     | 2006 YL16  | 21 dez 2006 | Anderson Mesa    | LONEOS              | —         | MPC                           |
| 417657     | 2006 YJ19  | 22 out 2006 | Mount Lemmon     | Mount Lemmon Survey | —         | MPC                           |
| 417658     | 2006 YR20  | 21 dez 2006 | Kitt Peak        | Spacewatch          | —         | MPC                           |
| 417659     | 2006 YN21  | 21 dez 2006 | Kitt Peak        | Spacewatch          | —         | MPC                           |
| 417660     | 2006 YY25  | 10 dez 2006 | Kitt Peak        | Spacewatch          | —         | MPC                           |
| 417661     | 2006 YR30  | 21 dez 2006 | Kitt Peak        | Spacewatch          | —         | MPC                           |
| 417662     | 2006 YF31  | 21 dez 2006 | Kitt Peak        | Spacewatch          | —         | MPC                           |
| 417663     | 2006 YJ36  | 21 nov 2006 | Mount Lemmon     | Mount Lemmon Survey | —         | MPC                           |
| 417664     | 2006 YT37  | 21 dez 2006 | Kitt Peak        | Spacewatch          | —         | MPC                           |
| 417665     | 2006 YZ43  | 25 dez 2006 | Catalina         | CSS                 | Juno      | MPC                           |
| 417666     | 2006 YA53  | 27 dez 2006 | Mount Lemmon     | Mount Lemmon Survey | —         | MPC                           |
| 417667     | 2007 AJ    | 8 jan 2007  | Catalina         | CSS                 | —         | MPC                           |
| 417668     | 2007 AQ    | 21 dez 2006 | Mount Lemmon     | Mount Lemmon Survey | —         | MPC                           |
| 417669     | 2007 AH2   | 8 jan 2007  | Kitt Peak        | Spacewatch          | —         | MPC                           |
| 417670     | 2007 AV4   | 8 jan 2007  | Mount Lemmon     | Mount Lemmon Survey | —         | MPC                           |
| 417671     | 2007 AQ6   | 8 jan 2007  | Kitt Peak        | Spacewatch          | —         | MPC                           |
| 417672     | 2007 AJ7   | 9 jan 2007  | Mount Lemmon     | Mount Lemmon Survey | —         | MPC                           |
| 417673     | 2007 AV10  | 27 nov 2006 | Mount Lemmon     | Mount Lemmon Survey | —         | MPC                           |
| 417674     | 2007 AO13  | 9 jan 2007  | Mount Lemmon     | Mount Lemmon Survey | —         | MPC                           |
| 417675     | 2007 AD14  | 14 dez 2006 | Mount Lemmon     | Mount Lemmon Survey | —         | MPC                           |
| 417676     | 2007 AC17  | 13 dez 2006 | Kitt Peak        | Spacewatch          | —         | MPC                           |
| 417677     | 2007 AJ20  | 10 jan 2007 | Kitt Peak        | Spacewatch          | —         | MPC                           |
| 417678     | 2007 AO20  | 25 dez 2006 | Catalina         | CSS                 | —         | MPC                           |
| 417679     | 2007 AN21  | 15 jan 2007 | Catalina         | CSS                 | —         | MPC                           |
| 417680     | 2007 AO28  | 9 jan 2007  | Mount Lemmon     | Mount Lemmon Survey | —         | MPC                           |
| 417681     | 2007 AZ28  | 10 jan 2007 | Kitt Peak        | Spacewatch          | —         | MPC                           |
| 417682     | 2007 AX30  | 9 jan 2007  | Mount Lemmon     | Mount Lemmon Survey | —         | MPC                           |
| 417683     | 2007 AH31  | 10 jan 2007 | Charleston       | ARO                 | —         | MPC                           |
| 417684     | 2007 BN4   | 16 jan 2007 | Catalina         | CSS                 | —         | MPC                           |
| 417685     | 2007 BK5   | 24 dez 2006 | Catalina         | CSS                 | —         | MPC                           |
| 417686     | 2007 BV8   | 17 jan 2007 | Kitt Peak        | Spacewatch          | —         | MPC                           |
| 417687     | 2007 BM14  | 17 jan 2007 | Kitt Peak        | Spacewatch          | —         | MPC                           |
| 417688     | 2007 BY24  | 21 nov 2006 | Mount Lemmon     | Mount Lemmon Survey | —         | MPC                           |
| 417689     | 2007 BQ34  | 20 nov 2006 | Mount Lemmon     | Mount Lemmon Survey | Juno      | MPC                           |
| 417690     | 2007 BG42  | 16 jan 2007 | Socorro          | LINEAR              | —         | MPC                           |
| 417691     | 2007 BM47  | 26 jan 2007 | Kitt Peak        | Spacewatch          | —         | MPC                           |
| 417692     | 2007 BM51  | 10 jan 2007 | Kitt Peak        | Spacewatch          | —         | MPC                           |
| 417693     | 2007 BF52  | 24 jan 2007 | Kitt Peak        | Spacewatch          | —         | MPC                           |
| 417694     | 2007 BA55  | 27 nov 2006 | Mount Lemmon     | Mount Lemmon Survey | —         | MPC                           |
| 417695     | 2007 BF55  | 1 nov 2006  | Mount Lemmon     | Mount Lemmon Survey | —         | MPC                           |
| 417696     | 2007 BE56  | 4 jun 2005  | Catalina         | CSS                 | —         | MPC                           |
| 417697     | 2007 BZ57  | 24 jan 2007 | Socorro          | LINEAR              | —         | MPC                           |
| 417698     | 2007 BD58  | 24 jan 2007 | Catalina         | CSS                 | —         | MPC                           |
| 417699     | 2007 BZ59  | 26 jan 2007 | Anderson Mesa    | LONEOS              | —         | MPC                           |
| 417700     | 2007 BU63  | 27 jan 2007 | Mount Lemmon     | Mount Lemmon Survey | —         | MPC                           |

## 417701–417800
| Designação | Designação | Descoberta  | Descoberta       | Descobridor(es)     | Categoria | Mais informações / Referência |
| Permanente | Provisória | Data        | Local            | Descobridor(es)     | Categoria | Mais informações / Referência |
| ---------- | ---------- | ----------- | ---------------- | ------------------- | --------- | ----------------------------- |
| 417701     | 2007 BU64  | 27 jan 2007 | Mount Lemmon     | Mount Lemmon Survey | —         | MPC                           |
| 417702     | 2007 BZ67  | 27 jan 2007 | Kitt Peak        | Spacewatch          | —         | MPC                           |
| 417703     | 2007 BL68  | 25 nov 2006 | Mount Lemmon     | Mount Lemmon Survey | —         | MPC                           |
| 417704     | 2007 BK71  | 28 jan 2007 | Mount Lemmon     | Mount Lemmon Survey | —         | MPC                           |
| 417705     | 2007 BU74  | 27 jan 2007 | Mount Lemmon     | Mount Lemmon Survey | —         | MPC                           |
| 417706     | 2007 BB78  | 27 jan 2007 | Kitt Peak        | Spacewatch          | —         | MPC                           |
| 417707     | 2007 BT78  | 27 jan 2007 | Mount Lemmon     | Mount Lemmon Survey | —         | MPC                           |
| 417708     | 2007 BQ90  | 19 jan 2007 | Mauna Kea        | Mauna Kea Obs.      | —         | MPC                           |
| 417709     | 2007 BG95  | 14 dez 2006 | Mount Lemmon     | Mount Lemmon Survey | Phocaea   | MPC                           |
| 417710     | 2007 CP9   | 6 fev 2007  | Palomar          | NEAT                | —         | MPC                           |
| 417711     | 2007 CY9   | 21 dez 2006 | Mount Lemmon     | Mount Lemmon Survey | —         | MPC                           |
| 417712     | 2007 CJ10  | 28 nov 2006 | Mount Lemmon     | Mount Lemmon Survey | —         | MPC                           |
| 417713     | 2007 CK10  | 6 fev 2007  | Mount Lemmon     | Mount Lemmon Survey | —         | MPC                           |
| 417714     | 2007 CT11  | 22 nov 2006 | Mount Lemmon     | Mount Lemmon Survey | Phocaea   | MPC                           |
| 417715     | 2007 CJ14  | 7 fev 2007  | Kitt Peak        | Spacewatch          | —         | MPC                           |
| 417716     | 2007 CM15  | 17 jan 2007 | Catalina         | CSS                 | —         | MPC                           |
| 417717     | 2007 CZ15  | 6 fev 2007  | Palomar          | NEAT                | —         | MPC                           |
| 417718     | 2007 CL21  | 6 fev 2007  | Palomar          | NEAT                | —         | MPC                           |
| 417719     | 2007 CQ21  | 21 nov 2006 | Mount Lemmon     | Mount Lemmon Survey | —         | MPC                           |
| 417720     | 2007 CY21  | 22 nov 2006 | Mount Lemmon     | Mount Lemmon Survey | —         | MPC                           |
| 417721     | 2007 CP22  | 6 fev 2007  | Mount Lemmon     | Mount Lemmon Survey | —         | MPC                           |
| 417722     | 2007 CV23  | 7 fev 2007  | Palomar          | NEAT                | —         | MPC                           |
| 417723     | 2007 CR25  | 24 dez 2006 | Kitt Peak        | Spacewatch          | —         | MPC                           |
| 417724     | 2007 CD29  | 22 nov 2006 | Mount Lemmon     | Mount Lemmon Survey | —         | MPC                           |
| 417725     | 2007 CQ32  | 10 jan 2007 | Mount Lemmon     | Mount Lemmon Survey | Juno      | MPC                           |
| 417726     | 2007 CJ37  | 6 fev 2007  | Mount Lemmon     | Mount Lemmon Survey | Phocaea   | MPC                           |
| 417727     | 2007 CP38  | 27 jan 2007 | Kitt Peak        | Spacewatch          | —         | MPC                           |
| 417728     | 2007 CS41  | 23 dez 2006 | Mount Lemmon     | Mount Lemmon Survey | —         | MPC                           |
| 417729     | 2007 CY41  | 27 dez 2006 | Mount Lemmon     | Mount Lemmon Survey | —         | MPC                           |
| 417730     | 2007 CS42  | 7 fev 2007  | Mount Lemmon     | Mount Lemmon Survey | —         | MPC                           |
| 417731     | 2007 CW43  | 25 ago 2001 | Kitt Peak        | Spacewatch          | —         | MPC                           |
| 417732     | 2007 CX43  | 8 fev 2007  | Kitt Peak        | Spacewatch          | —         | MPC                           |
| 417733     | 2007 CO48  | 10 fev 2007 | Mount Lemmon     | Mount Lemmon Survey | —         | MPC                           |
| 417734     | 2007 CR52  | 17 jan 2007 | Catalina         | CSS                 | —         | MPC                           |
| 417735     | 2007 CN53  | 15 fev 2007 | Catalina         | CSS                 | —         | MPC                           |
| 417736     | 2007 CP55  | 13 fev 2007 | Mount Lemmon     | Mount Lemmon Survey | —         | MPC                           |
| 417737     | 2007 CM59  | 10 fev 2007 | Catalina         | CSS                 | —         | MPC                           |
| 417738     | 2007 CQ61  | 15 fev 2007 | Palomar          | NEAT                | —         | MPC                           |
| 417739     | 2007 CZ65  | 26 out 2005 | Kitt Peak        | Spacewatch          | —         | MPC                           |
| 417740     | 2007 CS75  | 14 fev 2007 | Mauna Kea        | Mauna Kea Obs.      | —         | MPC                           |
| 417741     | 2007 CM79  | 1 out 2005  | Kitt Peak        | Spacewatch          | —         | MPC                           |
| 417742     | 2007 DG    | 16 fev 2007 | Mayhill          | A. Lowe             | —         | MPC                           |
| 417743     | 2007 DZ3   | 16 fev 2007 | Mount Lemmon     | Mount Lemmon Survey | —         | MPC                           |
| 417744     | 2007 DH5   | 17 fev 2007 | Kitt Peak        | Spacewatch          | —         | MPC                           |
| 417745     | 2007 DL9   | 20 dez 2006 | Mount Lemmon     | Mount Lemmon Survey | —         | MPC                           |
| 417746     | 2007 DA13  | 27 out 2006 | Mount Lemmon     | Mount Lemmon Survey | —         | MPC                           |
| 417747     | 2007 DX15  | 17 fev 2007 | Kitt Peak        | Spacewatch          | —         | MPC                           |
| 417748     | 2007 DC16  | 17 fev 2007 | Kitt Peak        | Spacewatch          | —         | MPC                           |
| 417749     | 2007 DG19  | 17 fev 2007 | Kitt Peak        | Spacewatch          | —         | MPC                           |
| 417750     | 2007 DP20  | 28 jan 2007 | Mount Lemmon     | Mount Lemmon Survey | —         | MPC                           |
| 417751     | 2007 DE40  | 19 fev 2007 | Kitt Peak        | Spacewatch          | —         | MPC                           |
| 417752     | 2007 DP40  | 19 fev 2007 | Mount Lemmon     | Mount Lemmon Survey | —         | MPC                           |
| 417753     | 2007 DH44  | 17 fev 2007 | Mount Lemmon     | Mount Lemmon Survey | Phocaea   | MPC                           |
| 417754     | 2007 DV45  | 25 jan 2007 | Kitt Peak        | Spacewatch          | —         | MPC                           |
| 417755     | 2007 DR46  | 13 dez 2006 | Kitt Peak        | Spacewatch          | —         | MPC                           |
| 417756     | 2007 DO47  | 21 fev 2007 | Mount Lemmon     | Mount Lemmon Survey | —         | MPC                           |
| 417757     | 2007 DR49  | 16 fev 2007 | Catalina         | CSS                 | —         | MPC                           |
| 417758     | 2007 DK50  | 6 fev 2007  | Kitt Peak        | Spacewatch          | —         | MPC                           |
| 417759     | 2007 DZ50  | 28 jan 2007 | Mount Lemmon     | Mount Lemmon Survey | —         | MPC                           |
| 417760     | 2007 DP56  | 21 fev 2007 | Mount Lemmon     | Mount Lemmon Survey | —         | MPC                           |
| 417761     | 2007 DR59  | 22 fev 2007 | Anderson Mesa    | LONEOS              | —         | MPC                           |
| 417762     | 2007 DR66  | 21 fev 2007 | Kitt Peak        | Spacewatch          | —         | MPC                           |
| 417763     | 2007 DF69  | 21 fev 2007 | Kitt Peak        | Spacewatch          | —         | MPC                           |
| 417764     | 2007 DK84  | 25 fev 2007 | Mount Lemmon     | Mount Lemmon Survey | —         | MPC                           |
| 417765     | 2007 DK92  | 23 fev 2007 | Kitt Peak        | Spacewatch          | —         | MPC                           |
| 417766     | 2007 DS92  | 23 fev 2007 | Kitt Peak        | Spacewatch          | —         | MPC                           |
| 417767     | 2007 DX96  | 23 fev 2007 | Kitt Peak        | Spacewatch          | —         | MPC                           |
| 417768     | 2007 DF101 | 26 fev 2007 | Mount Lemmon     | Mount Lemmon Survey | —         | MPC                           |
| 417769     | 2007 DF110 | 16 fev 2007 | Catalina         | CSS                 | —         | MPC                           |
| 417770     | 2007 DN112 | 25 fev 2007 | Kitt Peak        | Spacewatch          | —         | MPC                           |
| 417771     | 2007 DG113 | 19 fev 2007 | Catalina         | CSS                 | —         | MPC                           |
| 417772     | 2007 DV113 | 23 fev 2007 | Mount Lemmon     | Mount Lemmon Survey | —         | MPC                           |
| 417773     | 2007 DZ115 | 25 fev 2007 | Mount Lemmon     | Mount Lemmon Survey | —         | MPC                           |
| 417774     | 2007 EY4   | 10 mar 2003 | Campo Imperatore | CINEOS              | —         | MPC                           |
| 417775     | 2007 ED5   | 9 mar 2007  | Mount Lemmon     | Mount Lemmon Survey | —         | MPC                           |
| 417776     | 2007 ED13  | 9 mar 2007  | Mount Lemmon     | Mount Lemmon Survey | —         | MPC                           |
| 417777     | 2007 ES13  | 9 mar 2007  | Palomar          | NEAT                | —         | MPC                           |
| 417778     | 2007 EE21  | 25 fev 2007 | Mount Lemmon     | Mount Lemmon Survey | —         | MPC                           |
| 417779     | 2007 ET23  | 10 mar 2007 | Mount Lemmon     | Mount Lemmon Survey | —         | MPC                           |
| 417780     | 2007 EX32  | 10 mar 2007 | Kitt Peak        | Spacewatch          | —         | MPC                           |
| 417781     | 2007 EA33  | 10 mar 2007 | Mount Lemmon     | Mount Lemmon Survey | —         | MPC                           |
| 417782     | 2007 EM35  | 11 mar 2007 | Kitt Peak        | Spacewatch          | —         | MPC                           |
| 417783     | 2007 EL41  | 23 mar 2003 | Kitt Peak        | Spacewatch          | —         | MPC                           |
| 417784     | 2007 EW41  | 9 mar 2007  | Mount Lemmon     | Mount Lemmon Survey | —         | MPC                           |
| 417785     | 2007 EZ57  | 9 mar 2007  | Mount Lemmon     | Mount Lemmon Survey | —         | MPC                           |
| 417786     | 2007 EP72  | 10 mar 2007 | Kitt Peak        | Spacewatch          | —         | MPC                           |
| 417787     | 2007 EK77  | 10 mar 2007 | Mount Lemmon     | Mount Lemmon Survey | —         | MPC                           |
| 417788     | 2007 EV78  | 26 fev 2007 | Mount Lemmon     | Mount Lemmon Survey | —         | MPC                           |
| 417789     | 2007 EM79  | 10 mar 2007 | Kitt Peak        | Spacewatch          | —         | MPC                           |
| 417790     | 2007 EK87  | 13 mar 2007 | Kitt Peak        | Spacewatch          | —         | MPC                           |
| 417791     | 2007 ED88  | 9 mar 2007  | Mount Lemmon     | Mount Lemmon Survey | —         | MPC                           |
| 417792     | 2007 ED95  | 10 mar 2007 | Mount Lemmon     | Mount Lemmon Survey | —         | MPC                           |
| 417793     | 2007 EA109 | 11 mar 2007 | Kitt Peak        | Spacewatch          | —         | MPC                           |
| 417794     | 2007 EL119 | 13 mar 2007 | Mount Lemmon     | Mount Lemmon Survey | —         | MPC                           |
| 417795     | 2007 ES120 | 14 mar 2007 | Anderson Mesa    | LONEOS              | —         | MPC                           |
| 417796     | 2007 EJ121 | 27 dez 2006 | Mount Lemmon     | Mount Lemmon Survey | Phocaea   | MPC                           |
| 417797     | 2007 ER131 | 9 mar 2007  | Mount Lemmon     | Mount Lemmon Survey | —         | MPC                           |
| 417798     | 2007 EX133 | 9 mar 2007  | Mount Lemmon     | Mount Lemmon Survey | —         | MPC                           |
| 417799     | 2007 EU134 | 15 dez 2006 | Mount Lemmon     | Mount Lemmon Survey | —         | MPC                           |
| 417800     | 2007 EC146 | 23 dez 2006 | Mount Lemmon     | Mount Lemmon Survey | —         | MPC                           |

## 417801–417900
| Designação | Designação | Descoberta  | Descoberta        | Descobridor(es)     | Categoria | Mais informações / Referência |
| Permanente | Provisória | Data        | Local             | Descobridor(es)     | Categoria | Mais informações / Referência |
| ---------- | ---------- | ----------- | ----------------- | ------------------- | --------- | ----------------------------- |
| 417801     | 2007 EV146 | 12 mar 2007 | Mount Lemmon      | Mount Lemmon Survey | —         | MPC                           |
| 417802     | 2007 EF152 | 12 mar 2007 | Kitt Peak         | Spacewatch          | —         | MPC                           |
| 417803     | 2007 EQ166 | 11 mar 2007 | Catalina          | CSS                 | —         | MPC                           |
| 417804     | 2007 EU167 | 19 fev 2007 | Mount Lemmon      | Mount Lemmon Survey | —         | MPC                           |
| 417805     | 2007 EV169 | 14 mar 2007 | Kitt Peak         | Spacewatch          | —         | MPC                           |
| 417806     | 2007 ED171 | 21 nov 2006 | Mount Lemmon      | Mount Lemmon Survey | —         | MPC                           |
| 417807     | 2007 EV187 | 15 mar 2007 | Catalina          | CSS                 | —         | MPC                           |
| 417808     | 2007 EJ192 | 14 mar 2007 | Kitt Peak         | Spacewatch          | —         | MPC                           |
| 417809     | 2007 EN193 | 14 mar 2007 | Mount Lemmon      | Mount Lemmon Survey | —         | MPC                           |
| 417810     | 2007 EW205 | 12 mar 2007 | Kitt Peak         | Spacewatch          | —         | MPC                           |
| 417811     | 2007 EB206 | 12 mar 2007 | Mount Lemmon      | Mount Lemmon Survey | —         | MPC                           |
| 417812     | 2007 EC210 | 8 mar 2007  | Palomar           | NEAT                | —         | MPC                           |
| 417813     | 2007 EJ212 | 17 nov 2006 | Kitt Peak         | Spacewatch          | —         | MPC                           |
| 417814     | 2007 EN216 | 14 mar 2007 | Anderson Mesa     | LONEOS              | —         | MPC                           |
| 417815     | 2007 EL217 | 11 mar 2007 | Mount Lemmon      | Mount Lemmon Survey | —         | MPC                           |
| 417816     | 2007 FA    | 16 mar 2007 | Catalina          | CSS                 | —         | MPC                           |
| 417817     | 2007 FX2   | 15 dez 2006 | Mount Lemmon      | Mount Lemmon Survey | —         | MPC                           |
| 417818     | 2007 FT11  | 17 mar 2007 | Kitt Peak         | Spacewatch          | —         | MPC                           |
| 417819     | 2007 FQ15  | 11 mar 2007 | Catalina          | CSS                 | —         | MPC                           |
| 417820     | 2007 FX20  | 24 mar 2007 | Bergisch Gladbach | W. Bickel           | —         | MPC                           |
| 417821     | 2007 FF22  | 20 mar 2007 | Kitt Peak         | Spacewatch          | —         | MPC                           |
| 417822     | 2007 FJ23  | 20 mar 2007 | Kitt Peak         | Spacewatch          | —         | MPC                           |
| 417823     | 2007 FQ29  | 20 mar 2007 | Mount Lemmon      | Mount Lemmon Survey | —         | MPC                           |
| 417824     | 2007 FU29  | 20 mar 2007 | Socorro           | LINEAR              | —         | MPC                           |
| 417825     | 2007 FM32  | 20 mar 2007 | Kitt Peak         | Spacewatch          | —         | MPC                           |
| 417826     | 2007 FR38  | 25 mar 2007 | Mount Lemmon      | Mount Lemmon Survey | —         | MPC                           |
| 417827     | 2007 FG39  | 20 mar 2007 | Catalina          | CSS                 | —         | MPC                           |
| 417828     | 2007 FA47  | 19 mar 2007 | Mount Lemmon      | Mount Lemmon Survey | —         | MPC                           |
| 417829     | 2007 FS48  | 28 jan 2006 | Kitt Peak         | Spacewatch          | —         | MPC                           |
| 417830     | 2007 FE49  | 20 mar 2007 | Mount Lemmon      | Mount Lemmon Survey | —         | MPC                           |
| 417831     | 2007 FP49  | 26 mar 2007 | Catalina          | CSS                 | Phocaea   | MPC                           |
| 417832     | 2007 FV49  | 26 mar 2007 | Catalina          | CSS                 | —         | MPC                           |
| 417833     | 2007 GG4   | 7 abr 2007  | Catalina          | CSS                 | —         | MPC                           |
| 417834     | 2007 GH5   | 25 mar 2007 | Mount Lemmon      | Mount Lemmon Survey | —         | MPC                           |
| 417835     | 2007 GK32  | 21 fev 2007 | Mount Lemmon      | Mount Lemmon Survey | —         | MPC                           |
| 417836     | 2007 GP41  | 14 abr 2007 | Kitt Peak         | Spacewatch          | —         | MPC                           |
| 417837     | 2007 GZ52  | 14 abr 2007 | Mount Lemmon      | Mount Lemmon Survey | —         | MPC                           |
| 417838     | 2007 GU56  | 15 mar 2007 | Kitt Peak         | Spacewatch          | —         | MPC                           |
| 417839     | 2007 GD65  | 15 abr 2007 | Kitt Peak         | Spacewatch          | Phocaea   | MPC                           |
| 417840     | 2007 GJ74  | 15 abr 2007 | Catalina          | CSS                 | —         | MPC                           |
| 417841     | 2007 GT76  | 7 abr 2007  | Catalina          | CSS                 | Phocaea   | MPC                           |
| 417842     | 2007 GF77  | 11 abr 2007 | Catalina          | CSS                 | —         | MPC                           |
| 417843     | 2007 HS1   | 16 abr 2007 | Catalina          | CSS                 | —         | MPC                           |
| 417844     | 2007 HP8   | 18 abr 2007 | Mount Lemmon      | Mount Lemmon Survey | —         | MPC                           |
| 417845     | 2007 HT32  | 19 abr 2007 | Kitt Peak         | Spacewatch          | —         | MPC                           |
| 417846     | 2007 HL40  | 20 abr 2007 | Kitt Peak         | Spacewatch          | —         | MPC                           |
| 417847     | 2007 HR46  | 20 abr 2007 | Kitt Peak         | Spacewatch          | —         | MPC                           |
| 417848     | 2007 HZ51  | 20 abr 2007 | Kitt Peak         | Spacewatch          | —         | MPC                           |
| 417849     | 2007 HG57  | 22 abr 2007 | Mount Lemmon      | Mount Lemmon Survey | —         | MPC                           |
| 417850     | 2007 HV58  | 23 abr 2007 | Catalina          | CSS                 | —         | MPC                           |
| 417851     | 2007 HQ60  | 20 abr 2007 | Kitt Peak         | Spacewatch          | —         | MPC                           |
| 417852     | 2007 HL61  | 20 abr 2007 | Kitt Peak         | Spacewatch          | —         | MPC                           |
| 417853     | 2007 HS96  | 20 abr 2007 | Kitt Peak         | Spacewatch          | Eos       | MPC                           |
| 417854     | 2007 JM    | 25 abr 2007 | Mount Lemmon      | Mount Lemmon Survey | —         | MPC                           |
| 417855     | 2007 JN    | 7 mai 2007  | Mount Lemmon      | Mount Lemmon Survey | —         | MPC                           |
| 417856     | 2007 JZ    | 6 mai 2007  | Purple Mountain   | PMO NEO             | —         | MPC                           |
| 417857     | 2007 JE9   | 9 mai 2007  | Catalina          | CSS                 | —         | MPC                           |
| 417858     | 2007 JK11  | 14 mar 2007 | Mount Lemmon      | Mount Lemmon Survey | —         | MPC                           |
| 417859     | 2007 JX12  | 7 mai 2007  | Kitt Peak         | Spacewatch          | —         | MPC                           |
| 417860     | 2007 JK16  | 10 mai 2007 | Goodricke-Pigott  | R. A. Tucker        | —         | MPC                           |
| 417861     | 2007 JW17  | 25 abr 2007 | Mount Lemmon      | Mount Lemmon Survey | —         | MPC                           |
| 417862     | 2007 JX23  | 25 abr 2007 | Mount Lemmon      | Mount Lemmon Survey | —         | MPC                           |
| 417863     | 2007 JN45  | 12 mai 2007 | Mount Lemmon      | Mount Lemmon Survey | —         | MPC                           |
| 417864     | 2007 KQ3   | 25 mar 2007 | Mount Lemmon      | Mount Lemmon Survey | —         | MPC                           |
| 417865     | 2007 LA28  | 25 mar 2007 | Mount Lemmon      | Mount Lemmon Survey | —         | MPC                           |
| 417866     | 2007 LY33  | 8 jun 2007  | Kitt Peak         | Spacewatch          | —         | MPC                           |
| 417867     | 2007 MO    | 16 jun 2007 | Siding Spring     | SSS                 | —         | MPC                           |
| 417868     | 2007 MX2   | 16 jun 2007 | Kitt Peak         | Spacewatch          | —         | MPC                           |
| 417869     | 2007 MO6   | 16 jun 2007 | Kitt Peak         | Spacewatch          | —         | MPC                           |
| 417870     | 2007 ME9   | 19 jun 2007 | Kitt Peak         | Spacewatch          | —         | MPC                           |
| 417871     | 2007 MB24  | 24 jun 2007 | Socorro           | LINEAR              | —         | MPC                           |
| 417872     | 2007 ND1   | 8 jul 2007  | Reedy Creek       | J. Broughton        | —         | MPC                           |
| 417873     | 2007 NJ4   | 14 jul 2007 | Dauban            | Chante-Perdrix Obs. | —         | MPC                           |
| 417874     | 2007 NC5   | 4 jul 2007  | Mount Lemmon      | Mount Lemmon Survey | —         | MPC                           |
| 417875     | 2007 OG1   | 18 jul 2007 | Socorro           | LINEAR              | —         | MPC                           |
| 417876     | 2007 PX7   | 10 ago 2007 | Reedy Creek       | J. Broughton        | —         | MPC                           |
| 417877     | 2007 PP19  | 9 ago 2007  | Kitt Peak         | Spacewatch          | —         | MPC                           |
| 417878     | 2007 PV21  | 9 ago 2007  | Socorro           | LINEAR              | —         | MPC                           |
| 417879     | 2007 PY23  | 12 ago 2007 | Socorro           | LINEAR              | —         | MPC                           |
| 417880     | 2007 PG26  | 11 ago 2007 | Socorro           | LINEAR              | —         | MPC                           |
| 417881     | 2007 PB46  | 10 ago 2007 | Kitt Peak         | Spacewatch          | —         | MPC                           |
| 417882     | 2007 PS48  | 11 ago 2007 | Siding Spring     | SSS                 | —         | MPC                           |
| 417883     | 2007 QR3   | 23 ago 2007 | Andrushivka       | Andrushivka Obs.    | —         | MPC                           |
| 417884     | 2007 QB12  | 21 ago 2007 | Bisei SG Center   | BATTeRS             | —         | MPC                           |
| 417885     | 2007 QZ16  | 16 ago 2007 | Socorro           | LINEAR              | —         | MPC                           |
| 417886     | 2007 RF6   | 13 ago 2007 | Socorro           | LINEAR              | —         | MPC                           |
| 417887     | 2007 RT10  | 7 set 2007  | Socorro           | LINEAR              | —         | MPC                           |
| 417888     | 2007 RN11  | 10 set 2007 | Dauban            | Chante-Perdrix Obs. | —         | MPC                           |
| 417889     | 2007 RO16  | 2 set 2007  | Catalina          | CSS                 | —         | MPC                           |
| 417890     | 2007 RD27  | 4 set 2007  | Mount Lemmon      | Mount Lemmon Survey | —         | MPC                           |
| 417891     | 2007 RL32  | 5 set 2007  | Catalina          | CSS                 | —         | MPC                           |
| 417892     | 2007 RQ34  | 6 set 2007  | Anderson Mesa     | LONEOS              | —         | MPC                           |
| 417893     | 2007 RX38  | 8 set 2007  | Anderson Mesa     | LONEOS              | —         | MPC                           |
| 417894     | 2007 RW40  | 9 set 2007  | Kitt Peak         | Spacewatch          | —         | MPC                           |
| 417895     | 2007 RN43  | 9 set 2007  | Kitt Peak         | Spacewatch          | —         | MPC                           |
| 417896     | 2007 RU44  | 9 set 2007  | Kitt Peak         | Spacewatch          | —         | MPC                           |
| 417897     | 2007 RJ54  | 9 set 2007  | Kitt Peak         | Spacewatch          | —         | MPC                           |
| 417898     | 2007 RL73  | 10 set 2007 | Mount Lemmon      | Mount Lemmon Survey | —         | MPC                           |
| 417899     | 2007 RR98  | 10 set 2007 | Kitt Peak         | Spacewatch          | —         | MPC                           |
| 417900     | 2007 RE102 | 11 set 2007 | Catalina          | CSS                 | —         | MPC                           |

## 417901–418000
| Designação       | Designação | Descoberta  | Descoberta        | Descobridor(es)     | Categoria | Mais informações / Referência |
| Permanente       | Provisória | Data        | Local             | Descobridor(es)     | Categoria | Mais informações / Referência |
| ---------------- | ---------- | ----------- | ----------------- | ------------------- | --------- | ----------------------------- |
| 417901           | 2007 RN105 | 11 set 2007 | Catalina          | CSS                 | —         | MPC                           |
| 417902           | 2007 RY109 | 24 ago 2001 | Kitt Peak         | Spacewatch          | —         | MPC                           |
| 417903           | 2007 RZ111 | 11 set 2007 | Mount Lemmon      | Mount Lemmon Survey | —         | MPC                           |
| 417904           | 2007 RO113 | 11 set 2007 | Kitt Peak         | Spacewatch          | —         | MPC                           |
| 417905           | 2007 RL136 | 14 set 2007 | Mount Lemmon      | Mount Lemmon Survey | —         | MPC                           |
| 417906           | 2007 RW138 | 23 out 1997 | Kitt Peak         | Spacewatch          | —         | MPC                           |
| 417907           | 2007 RU141 | 12 set 2007 | Mount Lemmon      | Mount Lemmon Survey | —         | MPC                           |
| 417908           | 2007 RZ141 | 11 set 2007 | Mount Lemmon      | Mount Lemmon Survey | Flora     | MPC                           |
| 417909           | 2007 RT143 | 23 ago 2007 | Kitt Peak         | Spacewatch          | —         | MPC                           |
| 417910           | 2007 RQ145 | 14 set 2007 | Socorro           | LINEAR              | —         | MPC                           |
| 417911           | 2007 RR149 | 12 set 2007 | Catalina          | CSS                 | —         | MPC                           |
| 417912           | 2007 RX157 | 11 set 2007 | XuYi              | PMO NEO             | —         | MPC                           |
| 417913           | 2007 RC158 | 12 set 2007 | Catalina          | CSS                 | —         | MPC                           |
| 417914           | 2007 RZ164 | 10 set 2007 | Kitt Peak         | Spacewatch          | —         | MPC                           |
| 417915           | 2007 RL172 | 10 set 2007 | Kitt Peak         | Spacewatch          | —         | MPC                           |
| 417916           | 2007 RW199 | 13 set 2007 | Kitt Peak         | Spacewatch          | —         | MPC                           |
| 417917           | 2007 RS201 | 13 set 2007 | Kitt Peak         | Spacewatch          | —         | MPC                           |
| 417918           | 2007 RZ204 | 9 set 2007  | Kitt Peak         | Spacewatch          | —         | MPC                           |
| 417919           | 2007 RO211 | 8 set 2007  | Anderson Mesa     | LONEOS              | —         | MPC                           |
| 417920           | 2007 RB215 | 12 set 2007 | Kitt Peak         | Spacewatch          | —         | MPC                           |
| 417921           | 2007 RJ215 | 12 set 2007 | Kitt Peak         | Spacewatch          | —         | MPC                           |
| 417922           | 2007 RF220 | 14 set 2007 | Mount Lemmon      | Mount Lemmon Survey | —         | MPC                           |
| 417923           | 2007 RQ233 | 12 set 2007 | Catalina          | CSS                 | —         | MPC                           |
| 417924           | 2007 RG236 | 16 ago 2007 | XuYi              | PMO NEO             | —         | MPC                           |
| 417925           | 2007 RS244 | 11 set 2007 | Kitt Peak         | Spacewatch          | —         | MPC                           |
| 417926           | 2007 RV269 | 15 set 2007 | Kitt Peak         | Spacewatch          | —         | MPC                           |
| 417927           | 2007 RG278 | 5 set 2007  | Catalina          | CSS                 | —         | MPC                           |
| 417928           | 2007 RX288 | 15 set 2007 | Mount Lemmon      | Mount Lemmon Survey | —         | MPC                           |
| 417929           | 2007 RE289 | 10 set 2007 | Mount Lemmon      | Mount Lemmon Survey | —         | MPC                           |
| 417930           | 2007 RW290 | 14 set 2007 | Mount Lemmon      | Mount Lemmon Survey | —         | MPC                           |
| 417931           | 2007 RG293 | 13 set 2007 | Mount Lemmon      | Mount Lemmon Survey | —         | MPC                           |
| 417932           | 2007 RU298 | 10 set 2007 | Mount Lemmon      | Mount Lemmon Survey | Flora     | MPC                           |
| 417933           | 2007 RY308 | 9 set 2007  | Kitt Peak         | Spacewatch          | —         | MPC                           |
| 417934           | 2007 RU310 | 12 set 2007 | Catalina          | CSS                 | —         | MPC                           |
| 417935           | 2007 RG315 | 8 set 2007  | Anderson Mesa     | LONEOS              | —         | MPC                           |
| 417936           | 2007 RT317 | 11 set 2007 | XuYi              | PMO NEO             | —         | MPC                           |
| 417937           | 2007 RM322 | 12 set 2007 | Catalina          | CSS                 | —         | MPC                           |
| 417938           | 2007 RK325 | 15 set 2007 | Mount Lemmon      | Mount Lemmon Survey | —         | MPC                           |
| 417939           | 2007 SU3   | 16 set 2007 | Socorro           | LINEAR              | —         | MPC                           |
| 417940           | 2007 SE4   | 17 set 2007 | Socorro           | LINEAR              | —         | MPC                           |
| 417941           | 2007 SL7   | 18 set 2007 | Kitt Peak         | Spacewatch          | —         | MPC                           |
| 417942           | 2007 SJ10  | 19 set 2007 | Kitt Peak         | Spacewatch          | —         | MPC                           |
| 417943           | 2007 SH13  | 19 set 2007 | Kitt Peak         | Spacewatch          | —         | MPC                           |
| 417944           | 2007 SS18  | 25 set 2007 | Mount Lemmon      | Mount Lemmon Survey | —         | MPC                           |
| 417945           | 2007 TL10  | 12 set 2007 | Mount Lemmon      | Mount Lemmon Survey | —         | MPC                           |
| 417946           | 2007 TN10  | 6 out 2007  | Socorro           | LINEAR              | —         | MPC                           |
| 417947           | 2007 TJ16  | 7 out 2007  | Črni Vrh          | Črni Vrh            | —         | MPC                           |
| 417948           | 2007 TY19  | 6 out 2007  | Socorro           | LINEAR              | —         | MPC                           |
| 417949           | 2007 TB23  | 10 out 2007 | Catalina          | CSS                 | —         | MPC                           |
| 417950           | 2007 TL33  | 6 out 2007  | Kitt Peak         | Spacewatch          | —         | MPC                           |
| 417951           | 2007 TU47  | 4 out 2007  | Kitt Peak         | Spacewatch          | —         | MPC                           |
| 417952           | 2007 TQ49  | 5 set 2007  | Mount Lemmon      | Mount Lemmon Survey | —         | MPC                           |
| 417953           | 2007 TM68  | 12 out 2007 | 7300              | W. K. Y. Yeung      | —         | MPC                           |
| 417954           | 2007 TY69  | 10 out 2007 | Goodricke-Pigott  | R. A. Tucker        | —         | MPC                           |
| 417955 Mallama   | 2007 TE74  | 14 out 2007 | CBA-NOVAC         | D. R. Skillman      | —         | MPC                           |
| 417956           | 2007 TW74  | 15 out 2007 | Bisei SG Center   | BATTeRS             | —         | MPC                           |
| 417957           | 2007 TF77  | 5 out 2007  | Kitt Peak         | Spacewatch          | —         | MPC                           |
| 417958           | 2007 TE87  | 8 out 2007  | Mount Lemmon      | Mount Lemmon Survey | —         | MPC                           |
| 417959           | 2007 TP87  | 8 out 2007  | Mount Lemmon      | Mount Lemmon Survey | —         | MPC                           |
| 417960           | 2007 TW92  | 6 out 2007  | Kitt Peak         | Spacewatch          | —         | MPC                           |
| 417961           | 2007 TS104 | 10 set 2007 | Mount Lemmon      | Mount Lemmon Survey | —         | MPC                           |
| 417962           | 2007 TD106 | 6 out 2007  | Wise              | Wise Obs.           | —         | MPC                           |
| 417963           | 2007 TQ109 | 20 set 2007 | Catalina          | CSS                 | —         | MPC                           |
| 417964           | 2007 TL113 | 8 out 2007  | Anderson Mesa     | LONEOS              | —         | MPC                           |
| 417965           | 2007 TH114 | 8 out 2007  | Catalina          | CSS                 | —         | MPC                           |
| 417966           | 2007 TX119 | 9 out 2007  | Purple Mountain   | PMO NEO             | —         | MPC                           |
| 417967           | 2007 TB121 | 5 out 2007  | Kitt Peak         | Spacewatch          | —         | MPC                           |
| 417968           | 2007 TP127 | 6 out 2007  | Kitt Peak         | Spacewatch          | —         | MPC                           |
| 417969           | 2007 TV140 | 9 out 2007  | Mount Lemmon      | Mount Lemmon Survey | —         | MPC                           |
| 417970           | 2007 TL142 | 14 set 2007 | Mount Lemmon      | Mount Lemmon Survey | —         | MPC                           |
| 417971           | 2007 TC155 | 9 out 2007  | Socorro           | LINEAR              | —         | MPC                           |
| 417972           | 2007 TW156 | 9 out 2007  | Socorro           | LINEAR              | —         | MPC                           |
| 417973           | 2007 TF165 | 11 out 2007 | Socorro           | LINEAR              | —         | MPC                           |
| 417974           | 2007 TX167 | 12 out 2007 | Socorro           | LINEAR              | —         | MPC                           |
| 417975           | 2007 TD168 | 12 out 2007 | Socorro           | LINEAR              | —         | MPC                           |
| 417976           | 2007 TA172 | 13 out 2007 | Socorro           | LINEAR              | —         | MPC                           |
| 417977           | 2007 TM173 | 3 set 2000  | Kitt Peak         | Spacewatch          | —         | MPC                           |
| 417978 Haslehner | 2007 TY184 | 13 out 2007 | Gaisberg          | R. Gierlinger       | —         | MPC                           |
| 417979           | 2007 TW186 | 13 out 2007 | Socorro           | LINEAR              | —         | MPC                           |
| 417980           | 2007 TP193 | 24 ago 2007 | Kitt Peak         | Spacewatch          | —         | MPC                           |
| 417981           | 2007 TP216 | 7 out 2007  | Kitt Peak         | Spacewatch          | —         | MPC                           |
| 417982           | 2007 TL217 | 7 out 2007  | Kitt Peak         | Spacewatch          | —         | MPC                           |
| 417983           | 2007 TY217 | 7 out 2007  | Kitt Peak         | Spacewatch          | —         | MPC                           |
| 417984           | 2007 TO221 | 9 out 2007  | Kitt Peak         | Spacewatch          | —         | MPC                           |
| 417985           | 2007 TH224 | 5 set 2007  | Mount Lemmon      | Mount Lemmon Survey | —         | MPC                           |
| 417986           | 2007 TU229 | 9 set 2007  | Mount Lemmon      | Mount Lemmon Survey | —         | MPC                           |
| 417987           | 2007 TO234 | 8 out 2007  | Kitt Peak         | Spacewatch          | —         | MPC                           |
| 417988           | 2007 TW274 | 11 out 2007 | Kitt Peak         | Spacewatch          | —         | MPC                           |
| 417989           | 2007 TN275 | 11 out 2007 | Catalina          | CSS                 | —         | MPC                           |
| 417990           | 2007 TO284 | 9 out 2007  | Mount Lemmon      | Mount Lemmon Survey | —         | MPC                           |
| 417991           | 2007 TP302 | 12 out 2007 | Kitt Peak         | Spacewatch          | —         | MPC                           |
| 417992           | 2007 TJ346 | 13 out 2007 | Mount Lemmon      | Mount Lemmon Survey | —         | MPC                           |
| 417993           | 2007 TG356 | 11 out 2007 | Lulin Observatory | LUSS                | —         | MPC                           |
| 417994           | 2007 TV360 | 14 out 2007 | Mount Lemmon      | Mount Lemmon Survey | —         | MPC                           |
| 417995           | 2007 TM368 | 10 ago 2007 | Kitt Peak         | Spacewatch          | —         | MPC                           |
| 417996           | 2007 TZ372 | 10 ago 2007 | Kitt Peak         | Spacewatch          | —         | MPC                           |
| 417997           | 2007 TC378 | 21 set 2007 | XuYi              | PMO NEO             | —         | MPC                           |
| 417998           | 2007 TL384 | 14 out 2007 | Mount Lemmon      | Mount Lemmon Survey | Flora     | MPC                           |
| 417999           | 2007 TG400 | 15 out 2007 | Catalina          | CSS                 | —         | MPC                           |
| 418000           | 2007 TY400 | 10 set 2007 | Mount Lemmon      | Mount Lemmon Survey | —         | MPC                           |